# Puits de Moïse
Vous lisez un « bon article » labellisé en 2013.
Le puits de Moïse est le vestige d'un calvaire situé au milieu d'un puits autrefois au centre du grand cloître de la chartreuse de Champmol. Il se trouve actuellement au sein du parc du centre hospitalier spécialisé de Dijon, en Bourgogne-Franche-Comté.
Commandé par Philippe II de Bourgogne, il est l'œuvre du sculpteur hollandais Claus Sluter et de son neveu Claus de Werve, avec la participation du peintre Jean Malouel pour la polychromie. Selon les comptes des ducs de Bourgogne, il a été sculpté et peint entre 1396 et 1405. Détruit dans sa partie haute au cours du XVIIIe siècle, il n'en subsiste plus que la partie basse, constituée d'une pile hexagonale surmontée de six statues de prophètes de l'Ancien Testament. Seuls quelques fragments des statues situées autour de la croix sont actuellement conservés au musée archéologique de Dijon. Ce calvaire, qui montre le lien typologique entre l'Ancien et le Nouveau Testament, est aussi une œuvre marquée par de nombreux symboles cartusiens. Enfin, de nombreux indices font du monument une œuvre de propagande en faveur du duc de Bourgogne.
Le puits de Moïse n'a cessé de marquer ses visiteurs, par son réalisme et la magnificence de ses décorations. Il est considéré comme un chef-d'œuvre de la sculpture du gothique international et un précurseur de l'art de la Renaissance. Il a fait l'objet de plusieurs répliques et inspiré de nombreux artistes, anciens ou contemporains.

## Historique

### Une commande ducale
En 1378, Philippe le Hardi, duc apanagé de Bourgogne et fils du roi de France Jean le Bon, acquiert le domaine de Champmol, aux portes de la ville de Dijon. Par une charte du 15 mars 1385, il y fonde un monastère de Chartreux, où il demande à être enterré, selon son testament de 1386. Le duc engage des sommes considérables pour la construction et l'embellissement du monastère. Comme toute chartreuse, celle-ci comporte un petit cloître destiné aux espaces de vie commune et un grand cloître, entouré des cellules de moines. Au centre de ce grand cloître, ici long de 100 mètres de côté, on trouve traditionnellement un puits et un calvaire ou grande croix. Pour la réalisation de ces deux monuments, réunis en un seul à Champmol, le duc fait appel à son atelier de sculpture, dirigé depuis 1389 par Claus Sluter, natif de Haarlem dans les actuels Pays-Bas. Celui-ci reste à la tête de cet atelier jusqu'à sa mort en 1406, date à laquelle son neveu Claus de Werve prend sa succession. Sluter a réalisé par ailleurs, dans la chartreuse, les statues du portail de la chapelle, quelque temps avant le puits (1389-1393), ainsi que le tombeau du duc, entre 1381 et 1410. Jean Malouel, qui se voit confier les travaux de polychromie du puits, est pour sa part peintre officiel du duc à partir du 11 décembre 1397 à Dijon, succédant à Jean de Beaumetz,.

### Déroulement des travaux
Les archives des comptes de la chartreuse de Champmol étant presque entièrement conservées, l'histoire du calvaire est connue de manière assez précise.
La fabrication commence en 1396 par la partie supérieure qui est achevée en 1399. Les huit premiers blocs de pierre, en provenance de la carrière d'Asnières, sont livrés en octobre et dès novembre, Sluter commande une barre métallique afin de renforcer d'armature des bras de la croix. Le piédestal est taillé et installé par les maçons dans le courant de l'année 1398. À la fin de l'année 1396, trois tailleurs de pierre sont payés pour aider à la taille de la croix jusqu'en 1398. Un sculpteur ou « ouvrier d'ymaiges » appelé Hennequin ou Jean Prindale (Jan van Prindale) collabore à la réalisation des statues du Christ et de Marie-Madeleine. De nouvelles pierres d'Asnières sont livrées au début de l'année 1398, puis en 1399, pour les soubassements de la croix. L'ensemble des blocs est installé et scellé pendant l'été 1399. La statue du Christ est installée en juillet de cette année-là.
Ensuite, commence la sculpture des prophètes et de leur support. Entre juillet 1399 et mars 1400, Claus de Werve, neveu de Sluter embauché dans l'atelier de son oncle depuis 1396, est employé à la taille des anges du puits de Moïse, ainsi que « plusieurs ymaiges de pierres ». Ces anges sont scellés sur place en juin 1401. Le 8 mars 1401, six blocs de pierre d'Asnières sont livrés dans la maison de Sluter à Dijon « tant pour faire ymaige pour la pile et terrasse de la croix ». D'après d'autres mentions, il s'agit alors de commencer la sculpture de trois prophètes, ainsi que sans doute les autres décorations du puits actuel. Un autre sculpteur aide Sluter dans sa tâche, il s'agit de Rogier de Westerhen à partir de mars 1401. Les trois prophètes Moïse, David et Jérémie sont achevés dès 1402 et installés sur le calvaire avant le mois de juillet de cette année-là. Jean Malouel commence la peinture du calvaire en novembre 1402. Une structure en bois est construite autour de la sculpture pour la protéger des intempéries. Les comptes mentionnent la fourniture de couleurs et de feuilles d'or cette même année. Toujours en 1402, l'orfèvre Hennequin de Hacht (Jan de Hacht) fournit un dyadème (c'est-à-dire une auréole) en cuivre pour orner la statue de Marie-Madeleine et des buricles ou lunettes pour la statue du prophète Jérémie.
Trois autres blocs de pierre sont livrés dans l'atelier de Sluter en novembre 1403 pour les prophètes Zacharie, Isaïe et Daniel. Le sculpteur est malade depuis la fin des années 1390 et quitte sa maison en 1404 pour rejoindre un couvent. Ces statues sont achevées et scellées sur place, au début de l'année 1405, d'après ce qu'indique l'inventaire de son atelier, après sa mort en 1406.

### La conservation du chef-d'œuvre

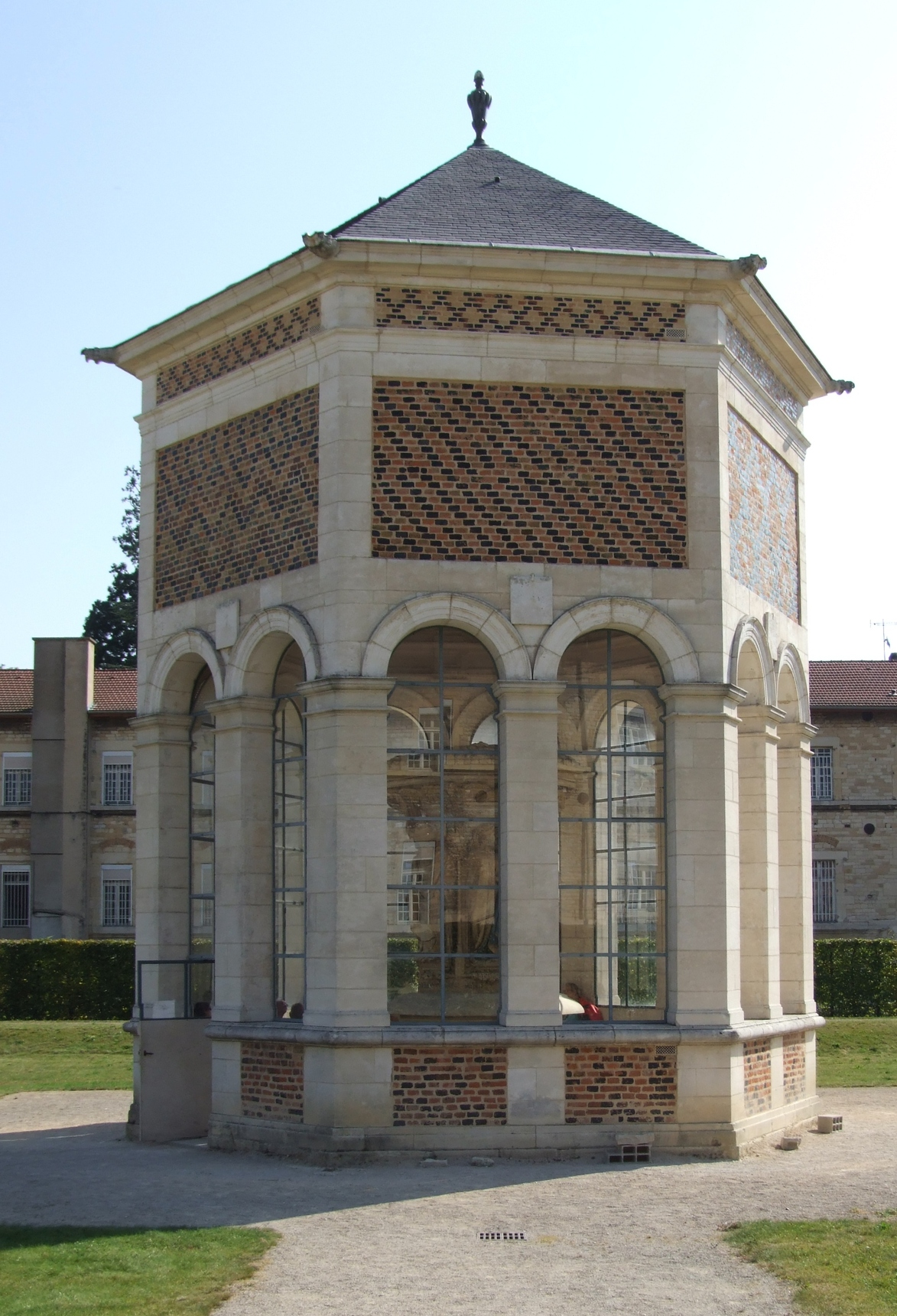
Vue de l'édicule actuel protégeant la sculpture.

Dès 1407, une structure en bois et en toile cirée protège en permanence le calvaire. En 1411, une construction en bois supportée par des colonnes protège l'édifice de manière plus pérenne. Par sa forme, l'édicule actuel qui l'abrite est daté du XVIIe siècle, grâce à la présence d'un cadran solaire remontant à 1638 et à la représentation du bâtiment sur un dessin de 1686. À la fin du XVIIIe siècle, après 1736 et avant 1789 tout du moins, cet édicule s'écroule et entraîne avec lui la croix et ses statues, qui disparaissent à cette occasion. À la Révolution, la chartreuse est vendue comme bien national. Antérieurement connu sous le simple nom de « croix » ou « grand calvaire », il est appelé « puits des Prophètes », à la suite de la disparition de la partie supérieure, puis vient finalement l’appellation « puits de Moïse » qui apparait pour la première fois dans des notes de l'érudit dijonnais Louis-Bénigne Baudot. La propriété est rachetée par Emmanuel Crétet qui fait aménager les lieux pour en faire sa résidence. Il détruit la chapelle mais conserve le puits au milieu de ses jardins. Le site est finalement abandonné et racheté par le département de la Côte-d'Or en 1833. Les bâtiments d'un asile d'aliénés sont construits autour du puits entre 1839 et 1844. Le puits est classé avec le portail de la chapelle sur la première liste des monuments historiques de 1840 au titre des bâtiments. Il est restauré en 1842 par le sculpteur François Jouffroy. L'édicule est reconstruit dans les mêmes dimensions que l'ancien en 1852 par l'architecte de l'asile, Pierre-Paul Petit.
En 1990, un constat d'état complet est effectué sur la sculpture, révélant une œuvre globalement en bon état. Cependant, son nettoyage est préconisé, car elle présente un aspect jaunâtre et encrassé, provenant de la pollution de l'air des environs. Après un premier test en 1999 afin de déterminer ce qui doit être enlevé et conservé sur la surface des statues, le nettoyage complet a lieu entre 2001 et 2003. Cette restauration a non seulement révélé que le puits de Moïse n'avait fait l'objet d'aucune peinture supplémentaire à celle déposée par Malouel 600 ans plus tôt, mais elle a aussi mis en valeur la richesse et la diversité de ses couleurs, jusqu'alors disparues. Cette redécouverte a suscité un regain d'intérêt pour l'ancien calvaire chez les historiens de l'art. Fermé en 1995 à la suite d'actes de vandalisme, le puits est rouvert à la visite en 2004, à l'occasion de l'exposition L’art à la cour de Bourgogne, le mécénat de Philippe le Hardi et de Jean sans Peur (1364-1419) au musée des beaux-arts de Dijon. L'édicule peut être visité toute l'année, à des horaires réguliers depuis 2010.

## Description

### Le piédestal

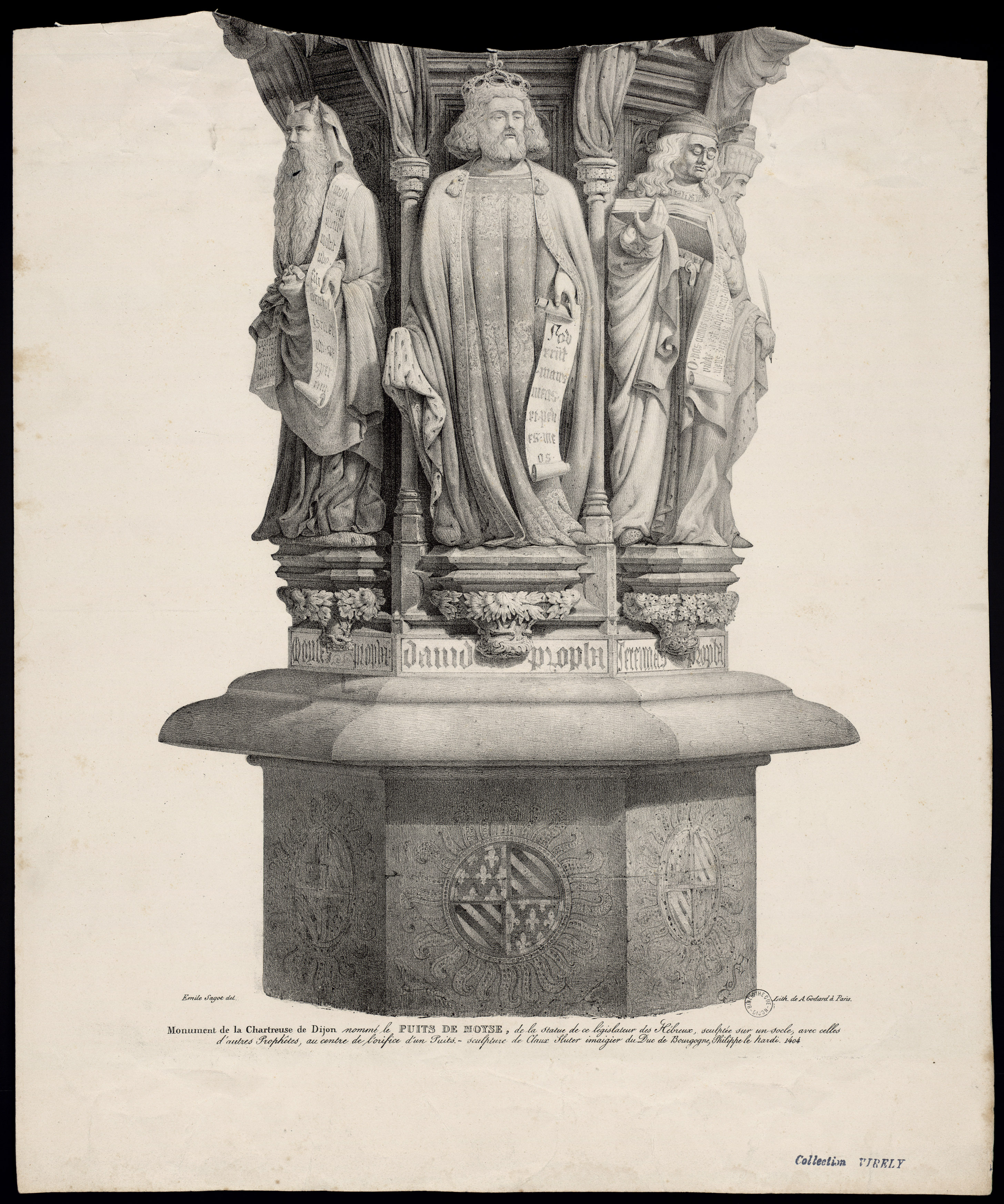
Lithographie d'après un dessin daté de 1840 : détail de la décoration de la pile du puits avec les armes du duc de Bourgogne.

Le puits de Moïse constitue le piédestal du calvaire aujourd'hui disparu. Il est posé sur une pile de forme hexagonale portant le monument actuel à une hauteur d'environ 7 mètres. La pile est placée dans un bassin d'eau profond de 4 mètres, alimenté directement par la nappe phréatique. Chacune des faces de cette pile comportait autrefois les armes du commanditaire Philippe II de Bourgogne, peintes au milieu d'un soleil rayonnant. Des traces de ces peintures sont encore visibles sur les faces comportant Jérémie et Zacharie,.
La partie supérieure du piédestal, située à 1,5 mètre du sol et dans laquelle reposent les prophètes, est séparée de la pile par un larmier et se trouve surmontée d'une corniche recouverte d'un enrochement représentant le Golgotha. Cette partie compte au total dix-sept blocs de pierre, formant huit couches horizontales emboitées les unes dans les autres. La colonne de la croix était fixée dans son piédestal à l'aide d'une grande tige de fer traversant le puits jusqu'à la base du monument et scellée au plomb.

### Les prophètes
La partie supérieure est décorée de six statues de prophètes tirés de l'Ancien Testament. Chaque statue est placée dans une niche peu profonde décorée d'un remplage trilobé. Les statues sont séparées les unes des autres par une colonnette avec un chapiteau orné de feuillages et sur lequel repose un ange. Ces six anges sont chargés d'assurer la transition entre les prophètes et le calvaire et aident le spectateur, vers qui ils sont tournés, à appréhender la Passion du Christ. Chaque statue de prophète, en ronde-bosse et mesurant environ 2 mètres chacune, est placée sur une console décorée elle aussi de feuillages tous différents. Une inscription sous chaque console désigne le nom du personnage. Les prophètes portent tous un phylactère contenant un extrait de leurs écrits en lettres gothiques annonçant la passion du Christ.

#### Moïse
Le prophète est représenté avec deux cornes sur le front et une longue barbe descendant jusqu'à la poitrine. Il tient de la main droite les tables de la Loi et de la main gauche le texte : « Immolabit agnum multitudo filiorum Israhel ad vesperam » : « Au soir, la multitude des fils d'Israël immolera l'Agneau » (Exode, XII, 6). Il porte une tunique rouge tenue par une ceinture à boucle ainsi qu'un manteau d'or doublé d'azur.

Détails des statues de Moïse et David
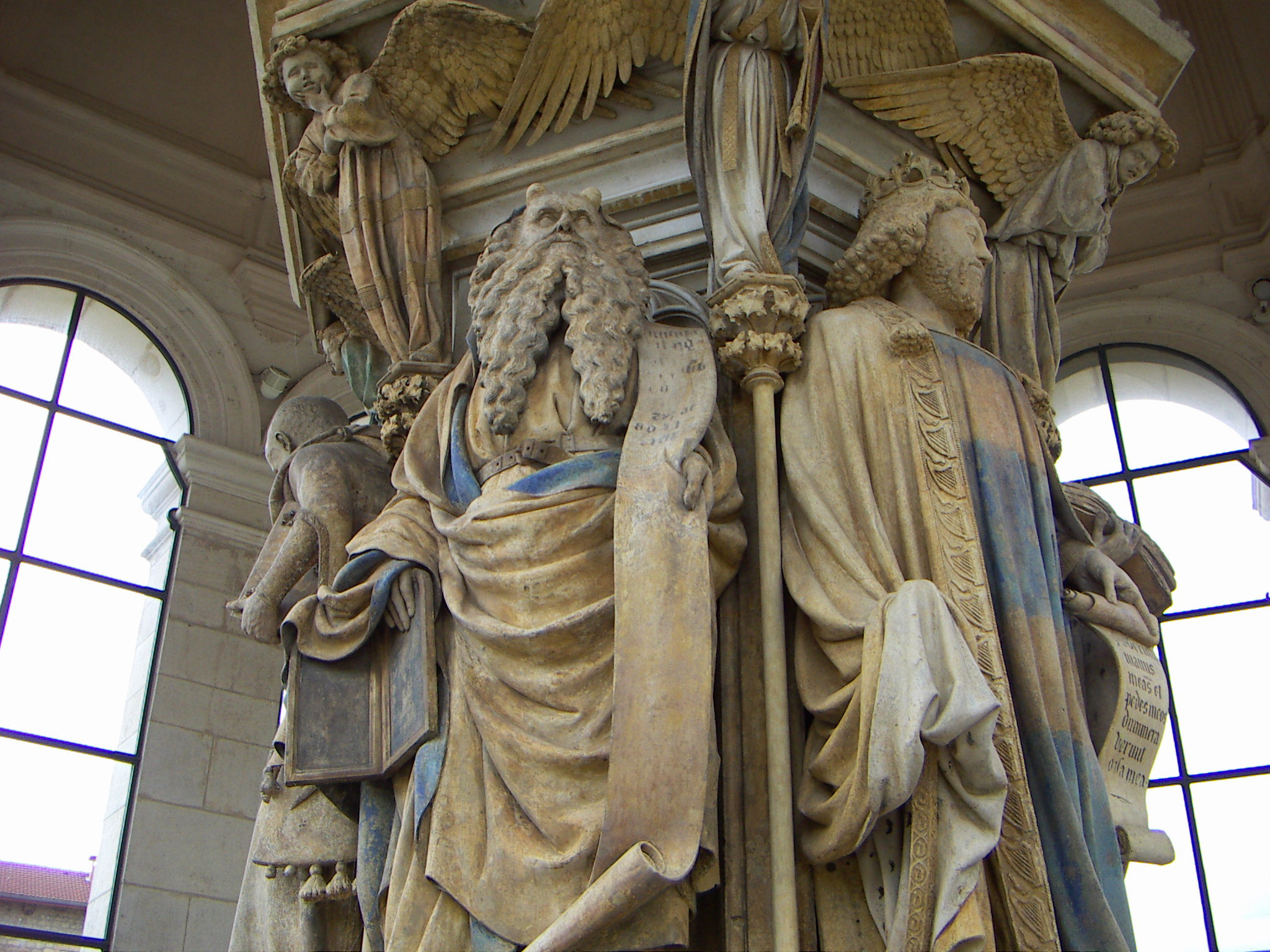
Détail des statues de Moïse au centre en David à droite.
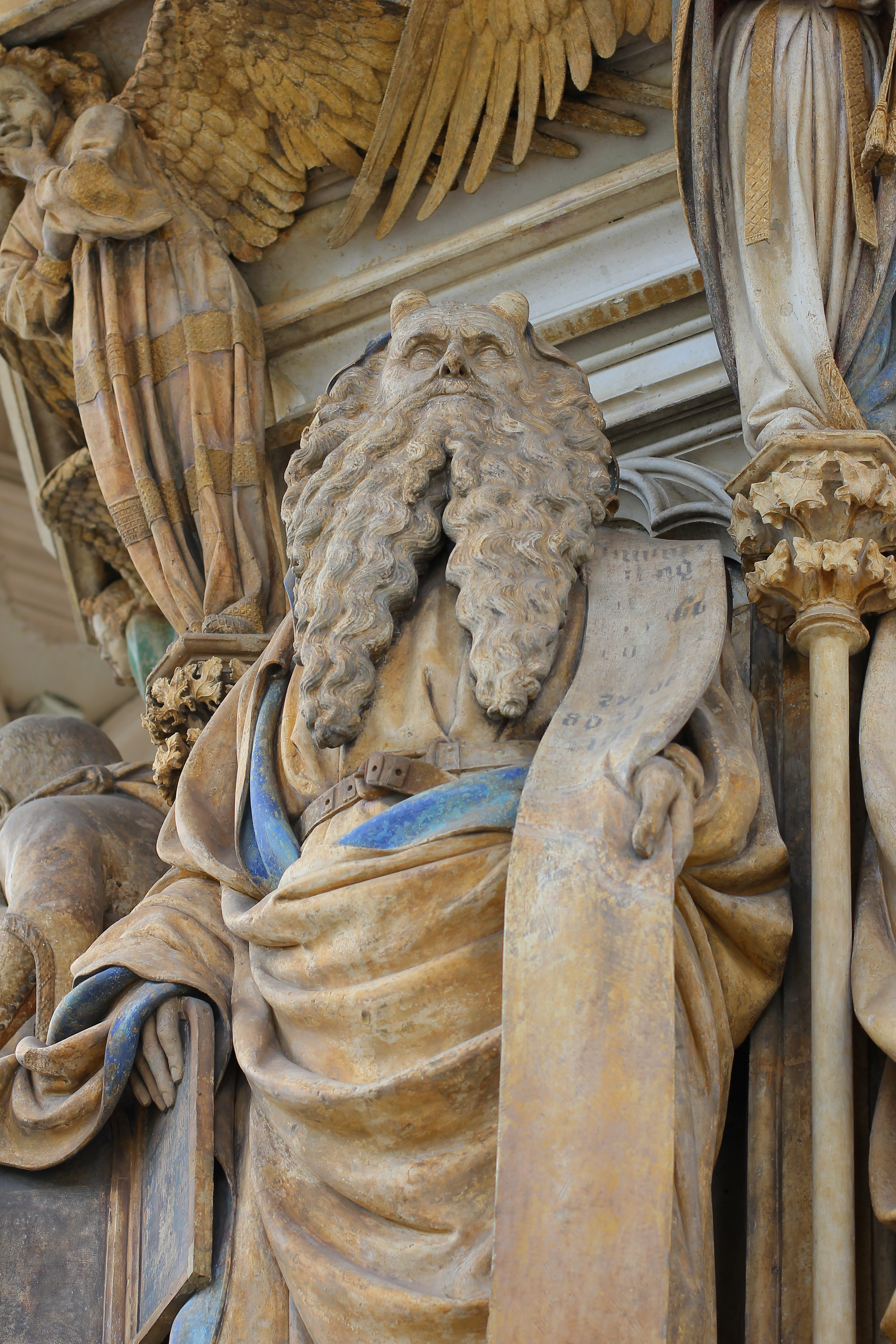
Statue de Moïse.
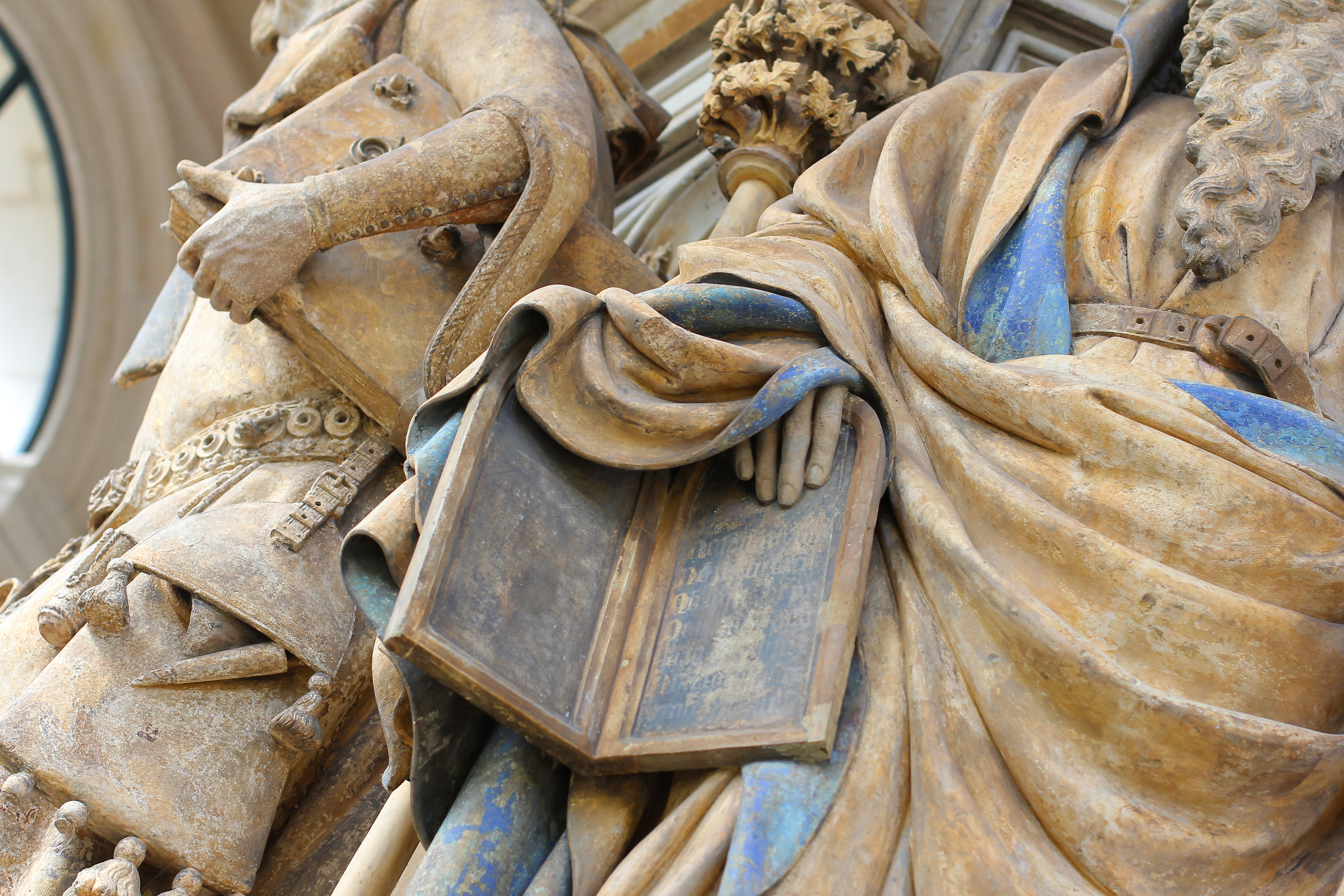
Détail des tables de la loi portées par Moïse.
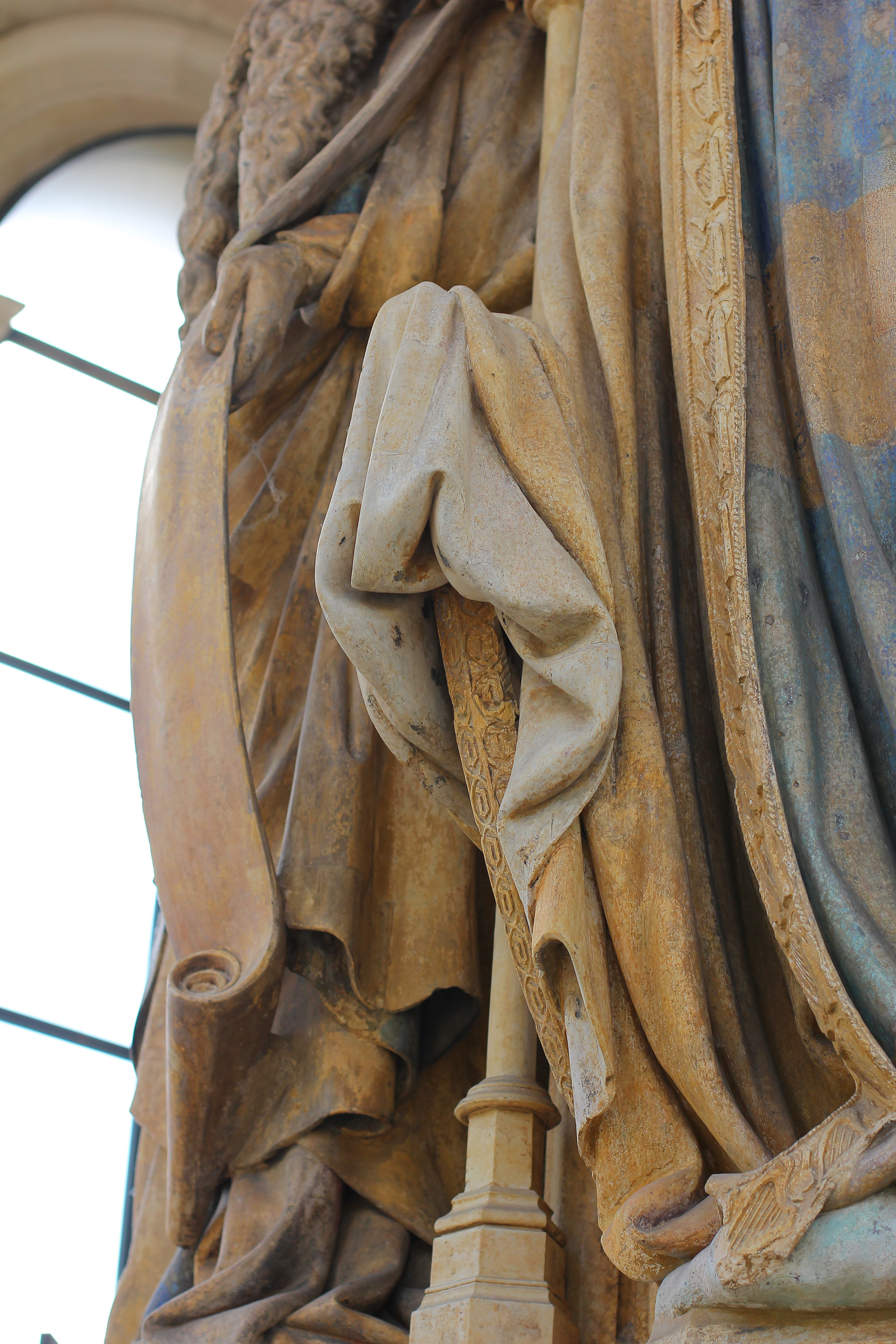
Détail du manteau de David recouvrant sa harpe.

#### David
Le roi, coiffé d'une couronne fleurdelisée, tient dans la main droite une harpe, recouverte en grande partie par son manteau. Il a écrit le psaume sur le rouleau qu'il tient de la main gauche : « Foderunt manus meas et pedes meos, numerarunt ossa » : « ils percèrent mes mains et mes pieds. Ils nombrèrent mes os » (Psaume 22, 17). La statue est décorée d'un manteau de drap d'or doublé d'hermine et d'une tunique bleue coupée de longues bandes. Le bleu du manteau est constellé de soleils rayonnants : c'est à la fois le symbole du roi Charles VI et de Philippe le Hardi. Cela permet de rappeler la proximité entre le duc et les rois de France dont il a été le fils, le frère et l'oncle, ainsi que le régent.

#### Jérémie
Jérémie porte un livre entre ses mains d'où tombe un phylactère portant les mots suivant : « O vos omnes qui transitis per viam, attendite et videte si est dolor sicut dolor meus » : « Ô vous tous qui passez sur le chemin, regardez-moi et voyez s'il est une douleur semblable à la mienne » (Lamentations, I, 12). La statue portait autrefois des lunettes et un manteau d'or doublé de vert et une tunique pourpre. C'est le seul prophète à porter ces couleurs et non du bleu comme les autres. Le pourpre est une couleur de la charité et de pénitence. Il s'agit par ailleurs d'une couleur très proche des velours cramoisis fréquemment portés par le duc Philippe le Hardi sur ses vêtements.
Selon l'historienne de l'art anglaise Susie Nash, ce prophète pourrait justement reprendre les traits du duc Philippe II de Bourgogne lui-même, le commanditaire de l'œuvre. Elle note une ressemblance entre le visage de Jérémie et celui de la statue du duc présente dans le portail de la chapelle de la chartreuse sculptée également par Claus Sluter, mais aussi avec d'autres portraits connus de Philippe. Tout comme le duc, la statue de Jérémie est représentée glabre, chose inhabituelle dans les représentations médiévales d'un prophète de l'Ancien Testament. Enfin, le duc portait aussi des lunettes, tout comme la statue à l'origine. Par ailleurs, cette représentation pourrait s'expliquer par le fait que Jérémie était considéré comme le prophète le plus important pour les Chartreux, auquel ils s'identifiaient fréquemment. Philippe le Hardi réalisait ainsi en pierre ce qu'il n'avait pas pu faire dans sa vie : se retirer comme Chartreux dans le couvent qu'il avait fondé.

Comparaison entre le prophète Jérémie et les portraits du duc
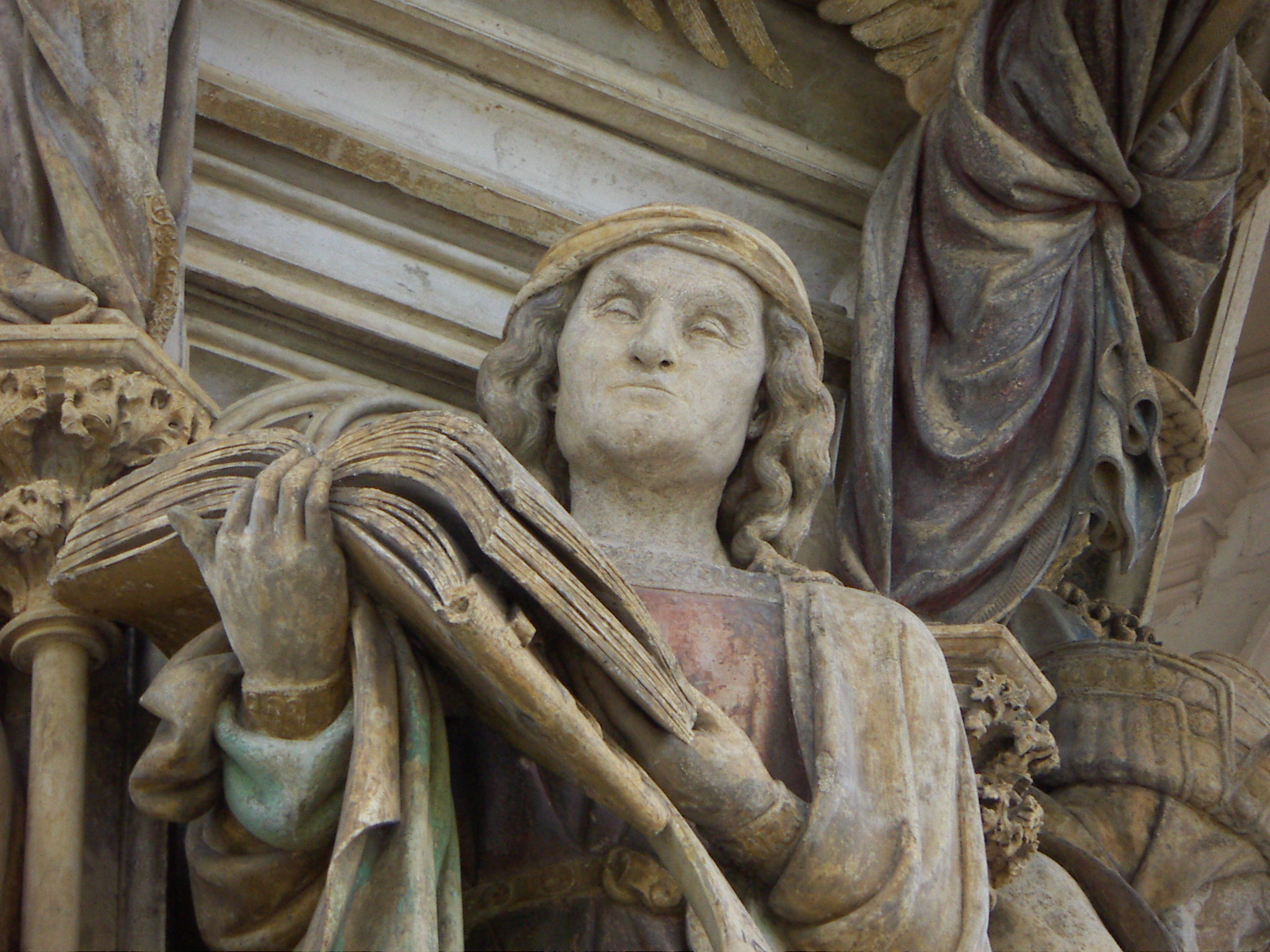
Détail du visage du prophète Jérémie.
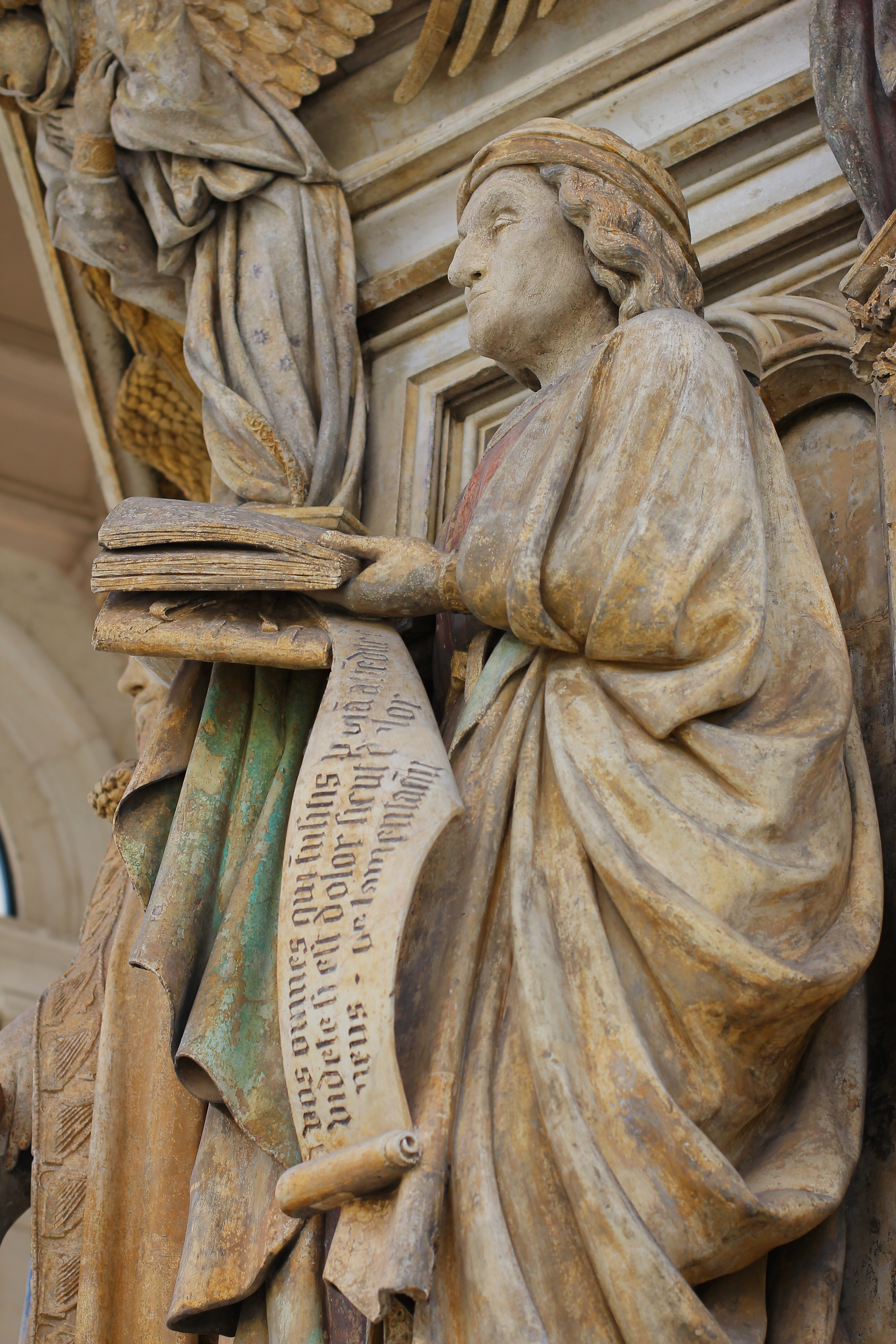
Vue de la statue de profil.
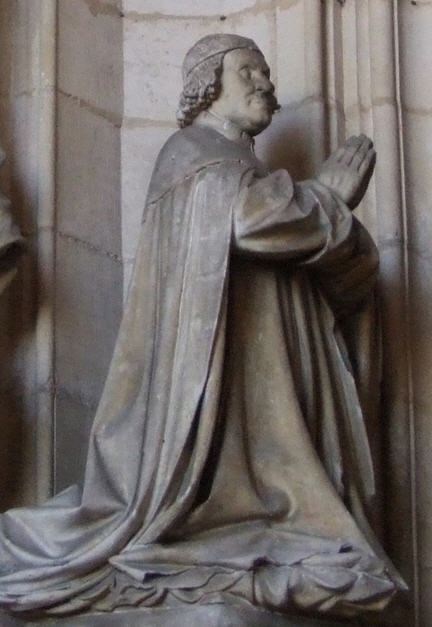
La statue du duc sur le portail de la chapelle de la chartreuse, par Claus Sluter.
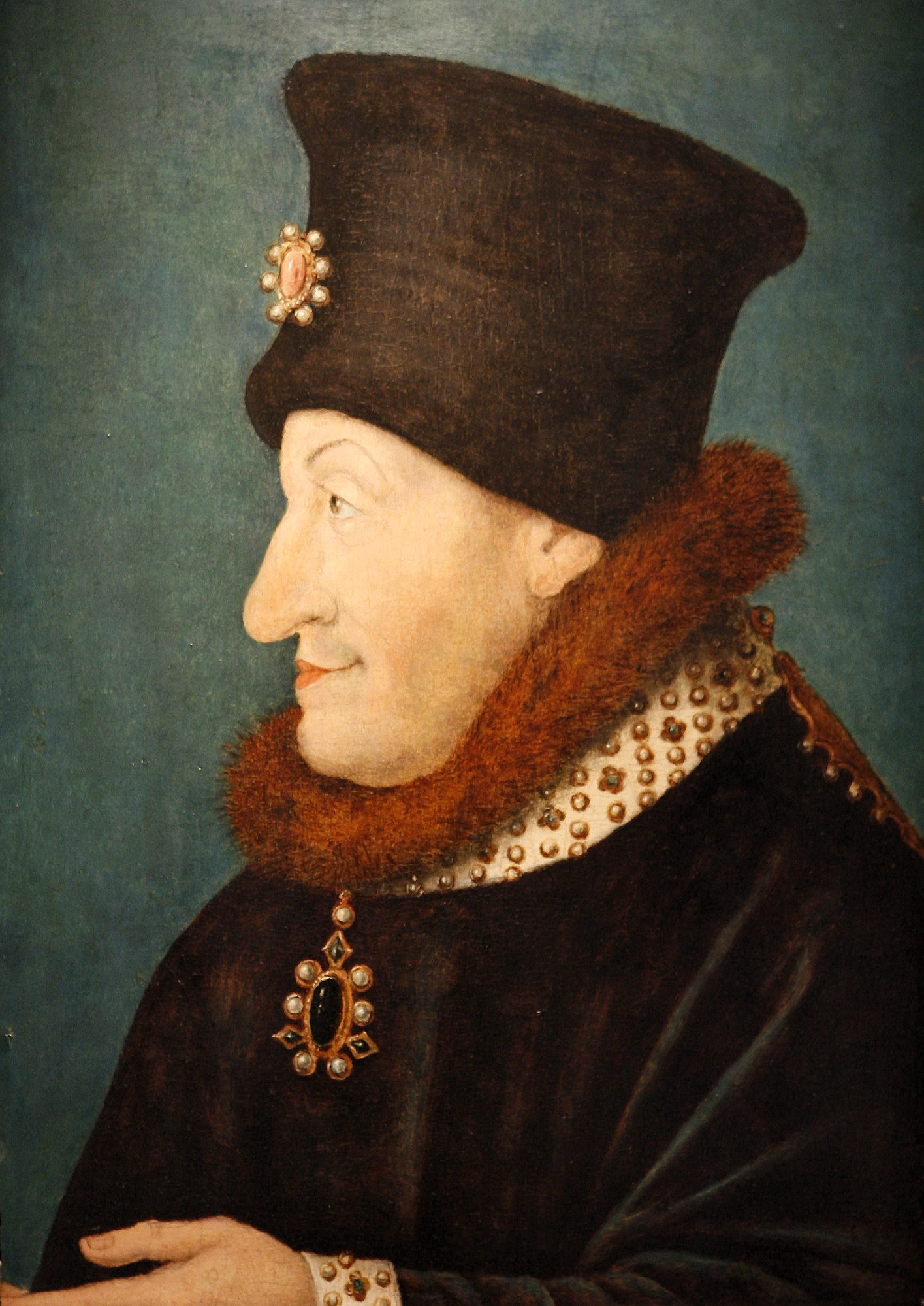
Portrait du duc daté du XVIe siècle d'après un tableau du XIVe siècle, musée des beaux-arts de Dijon.

#### Zacharie
Le prophète ouvre les bras portant d'une main une plume et de l'autre un encrier et son phylactère sur lequel il semble avoir écrit : « Appenderunt mercedem meam triginta argenteos » : « Ils pesèrent mon salaire à trente deniers d'argent » (Zacharie XI, 12). Il porte un bonnet qui lui descend jusqu'aux yeux, une tunique rouge et un manteau d'azur, brodé de grands feuillages d'or.

Vues de la statue de Zacharie
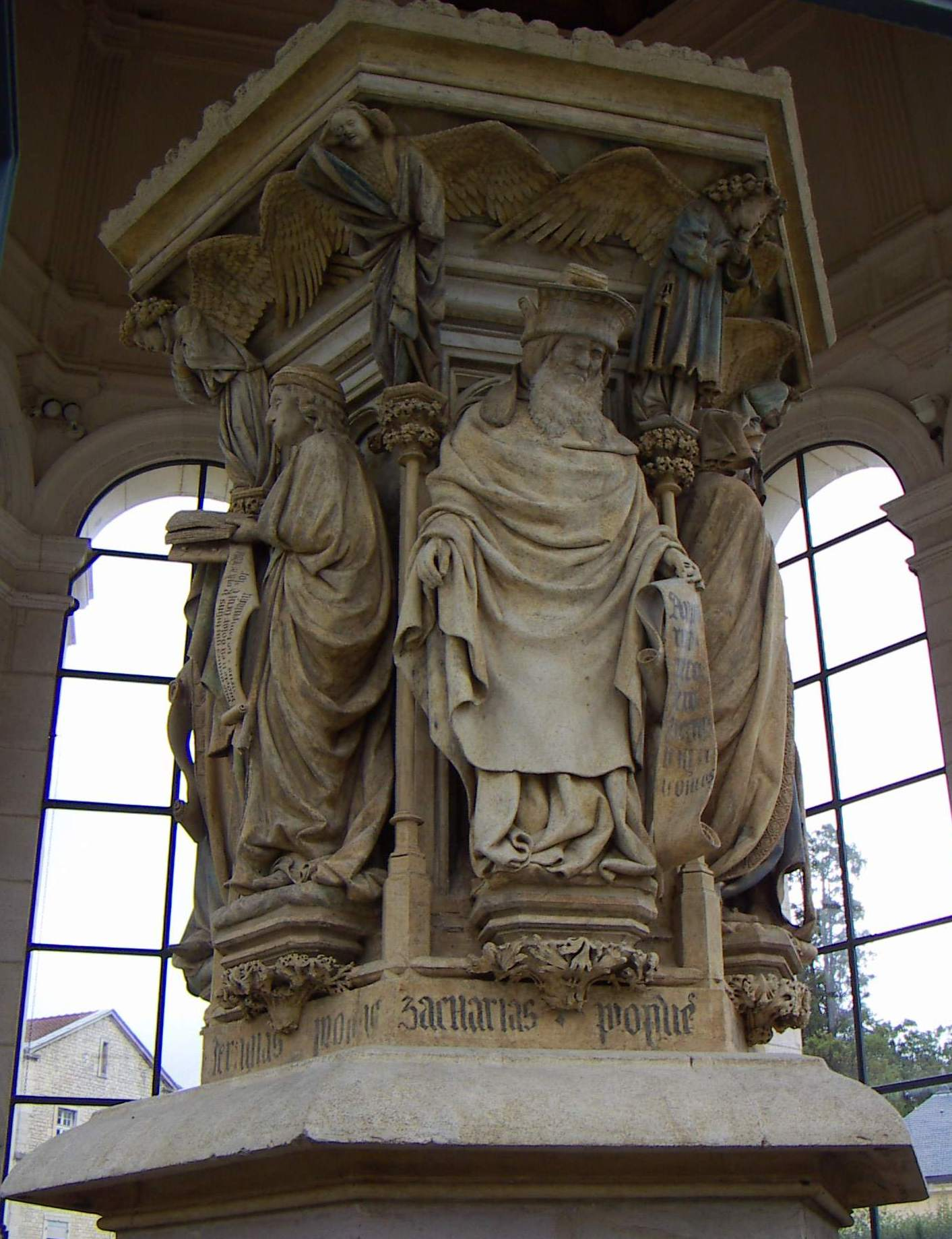
Vue générale de la statue.
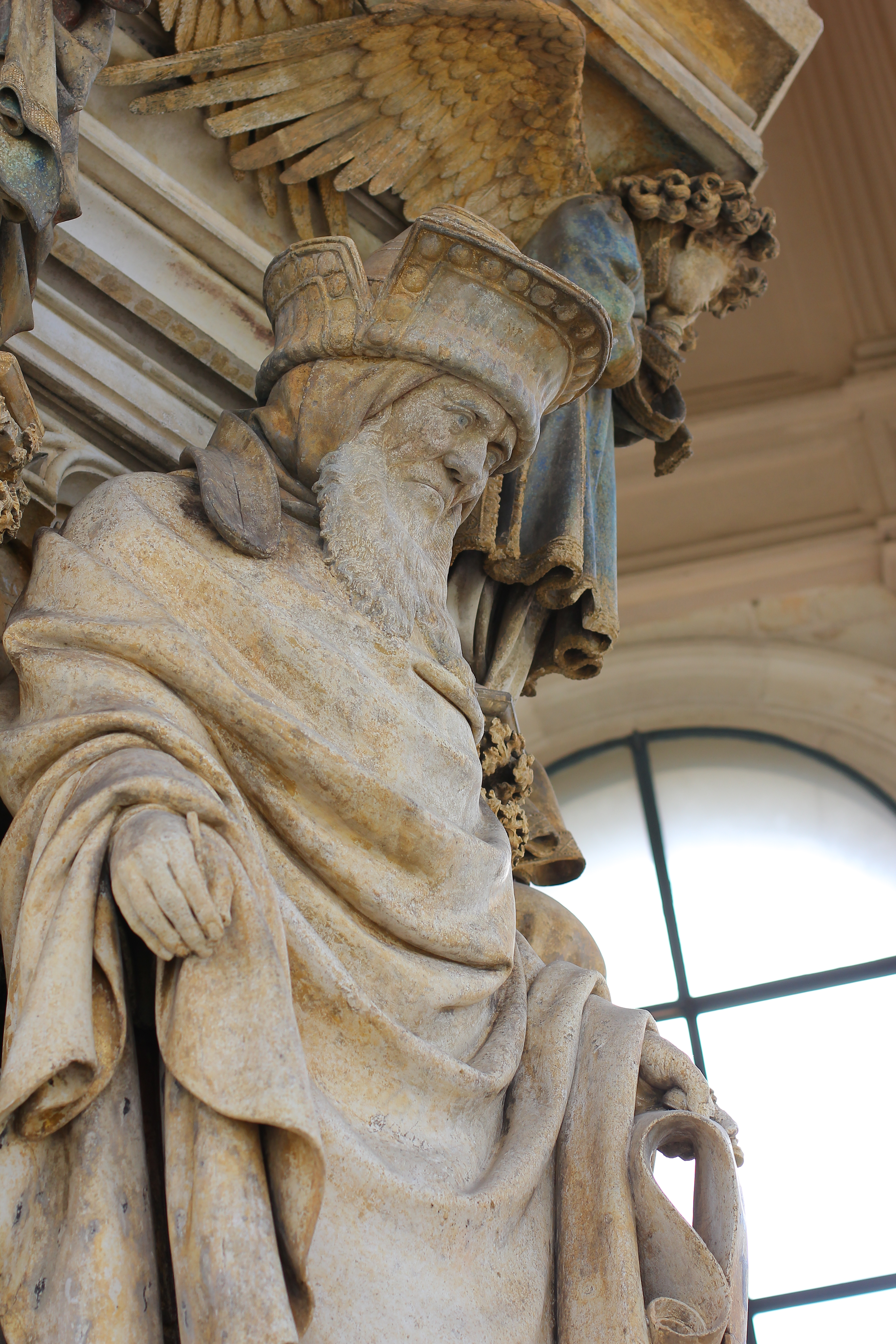
Vue de la statue de profil.
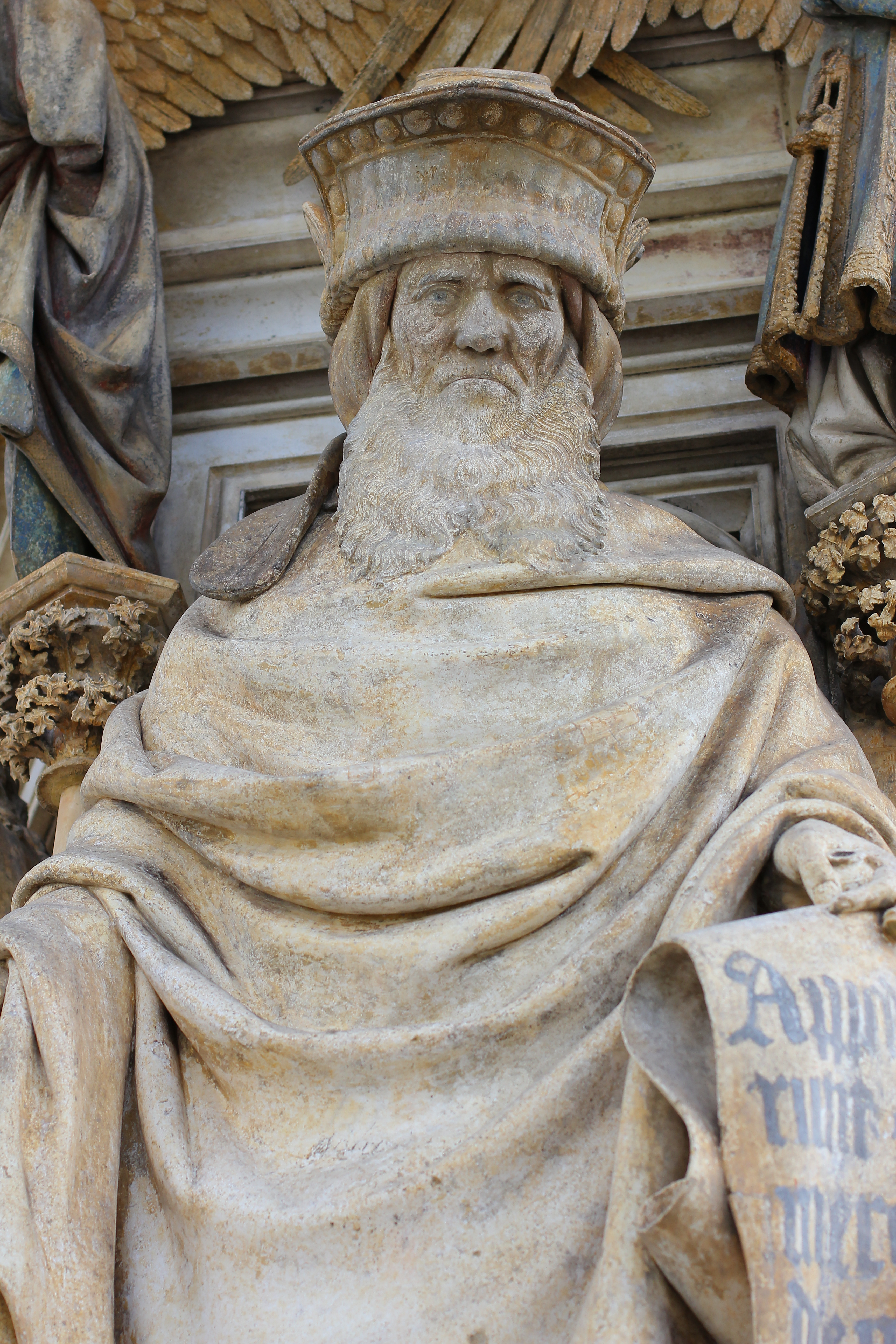
Détail de la tête de la statue, vue de face.

#### Daniel
Daniel est tourné vers Isaïe à qui il parle, la bouche entrouverte. Il porte un chaperon bleu, un manteau d'or brodé et doublé d'azur. Ses souliers sont bruns recouverts d'une sandale aux lanières et semelle dorées. Son phylactère qu'il désigne du doigt indique : « Post hebdomadas sexaginta duas occidetur Christus » : « Après soixante-deux semaines, Christ sera tué » (Daniel IX, 26).

Détails des statues de Daniel et Isaïe
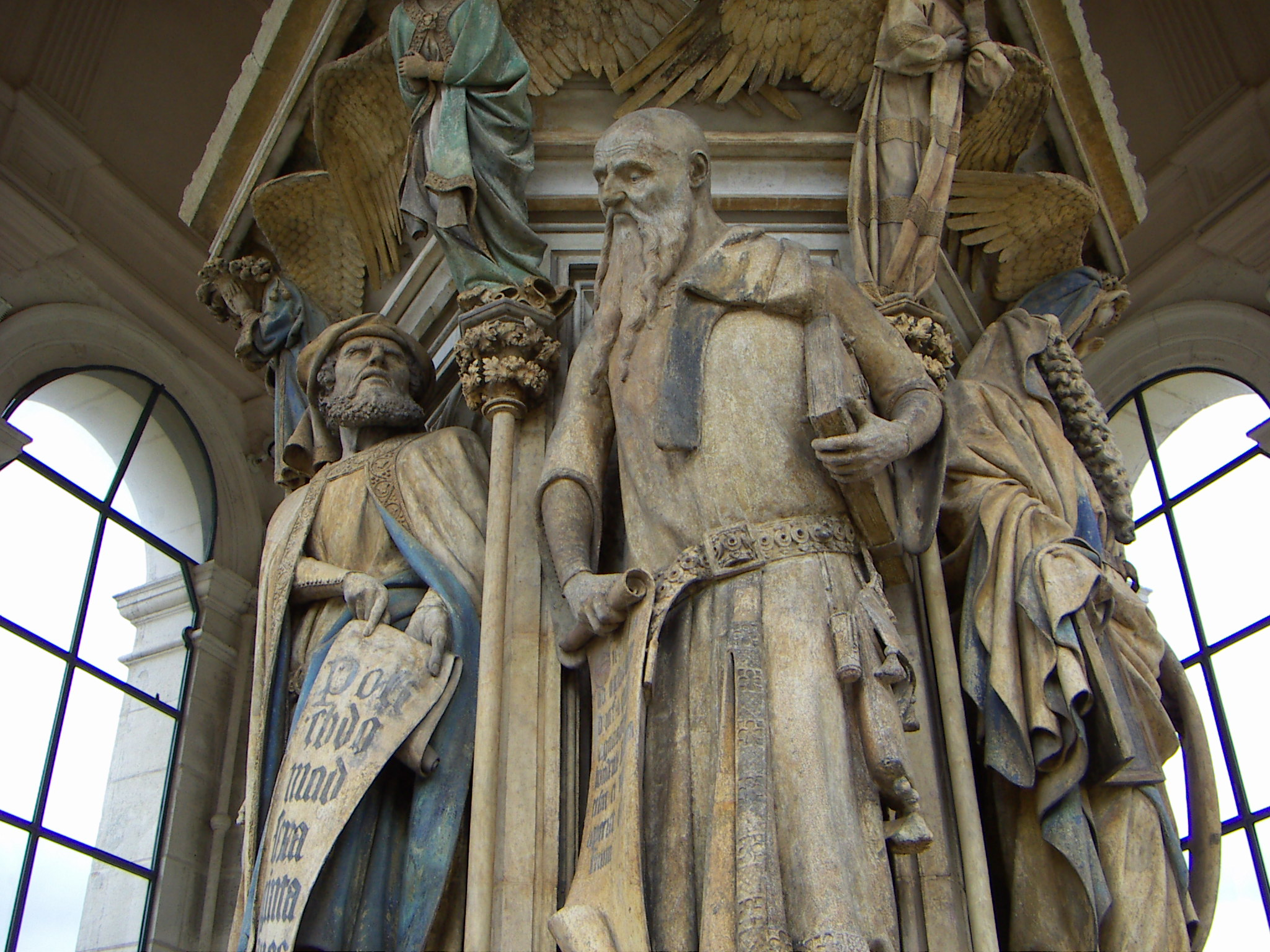
Détail des statues de Daniel à gauche et Isaïe au milieu.
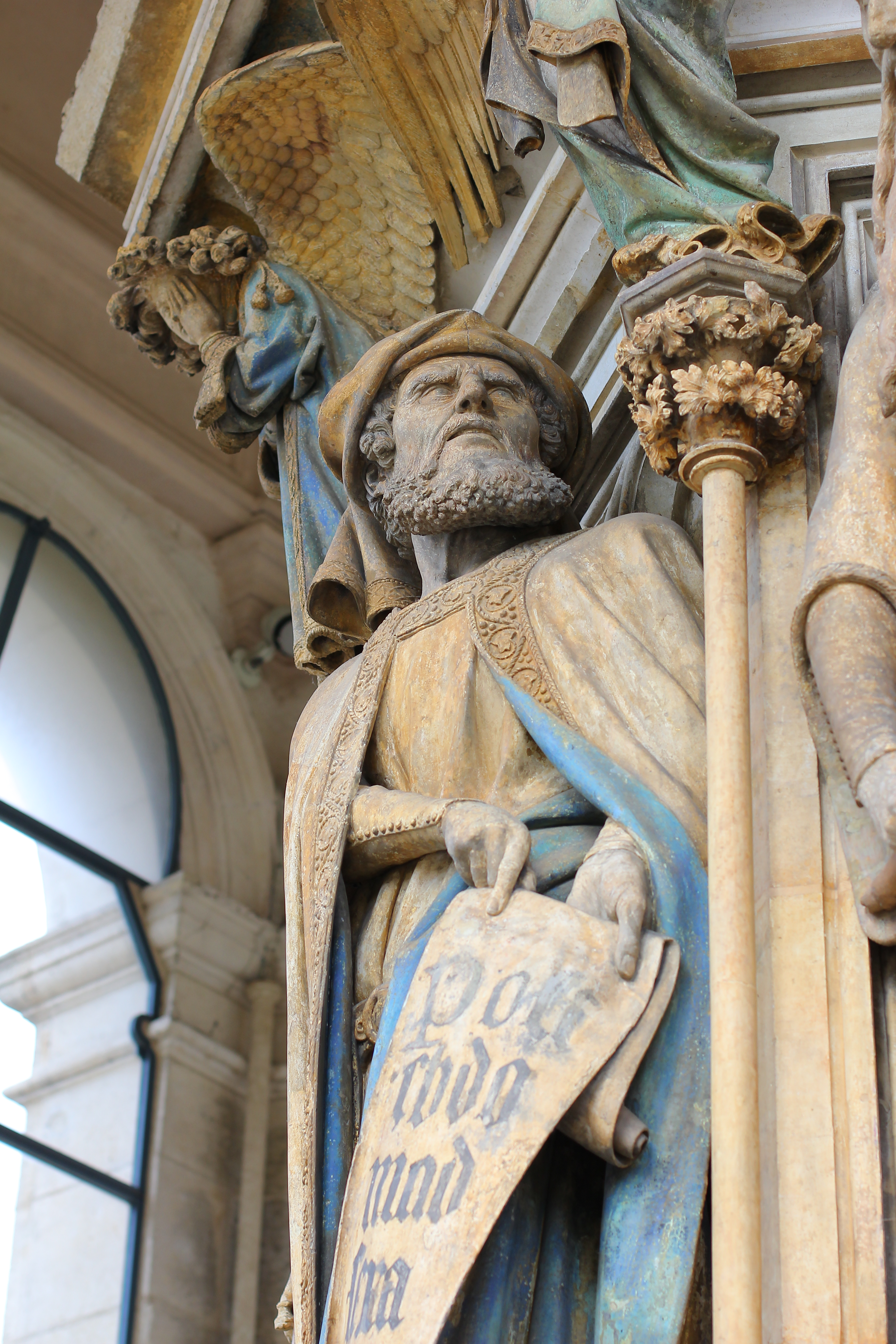
Statue de Daniel.
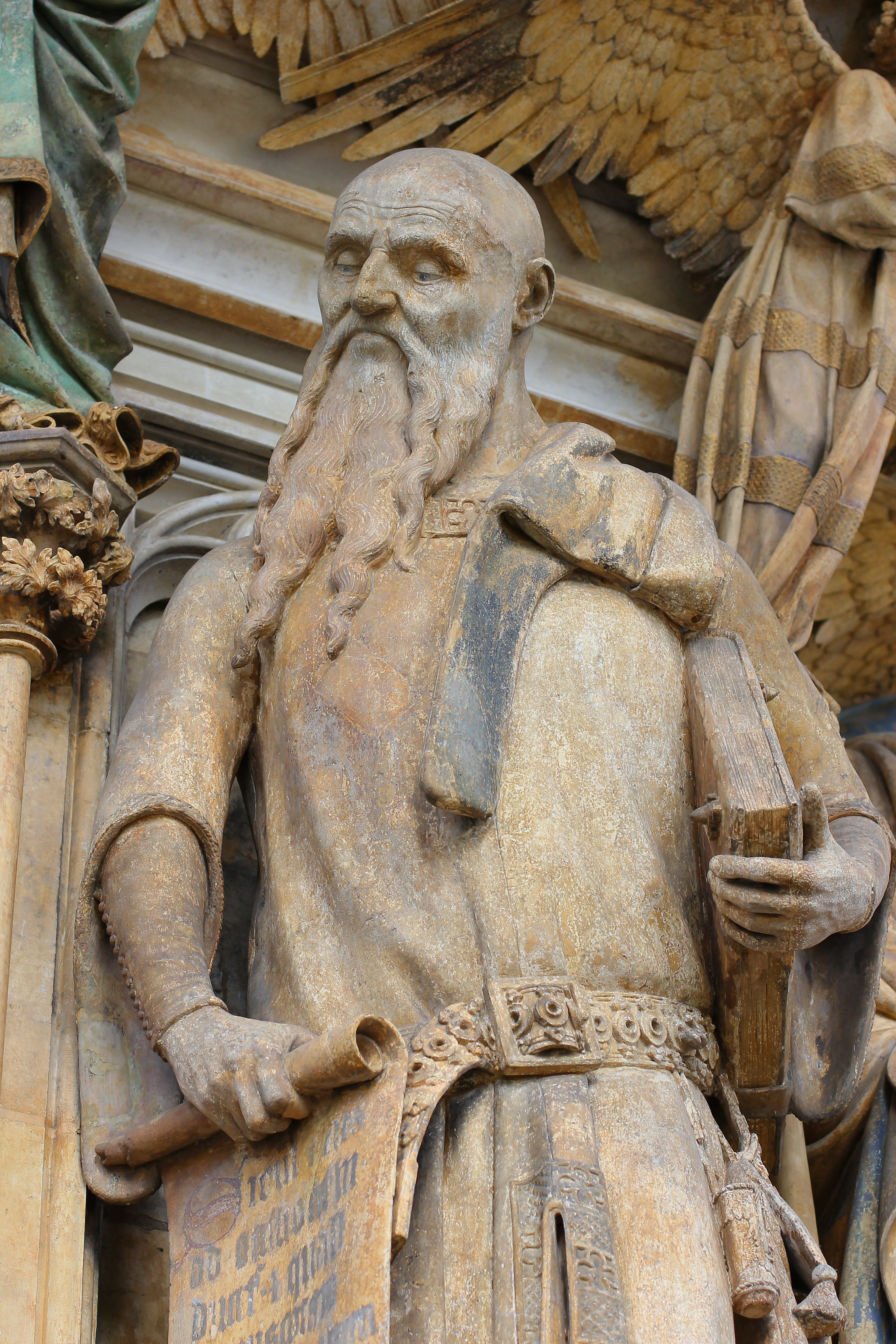
Statue d'Isaïe.
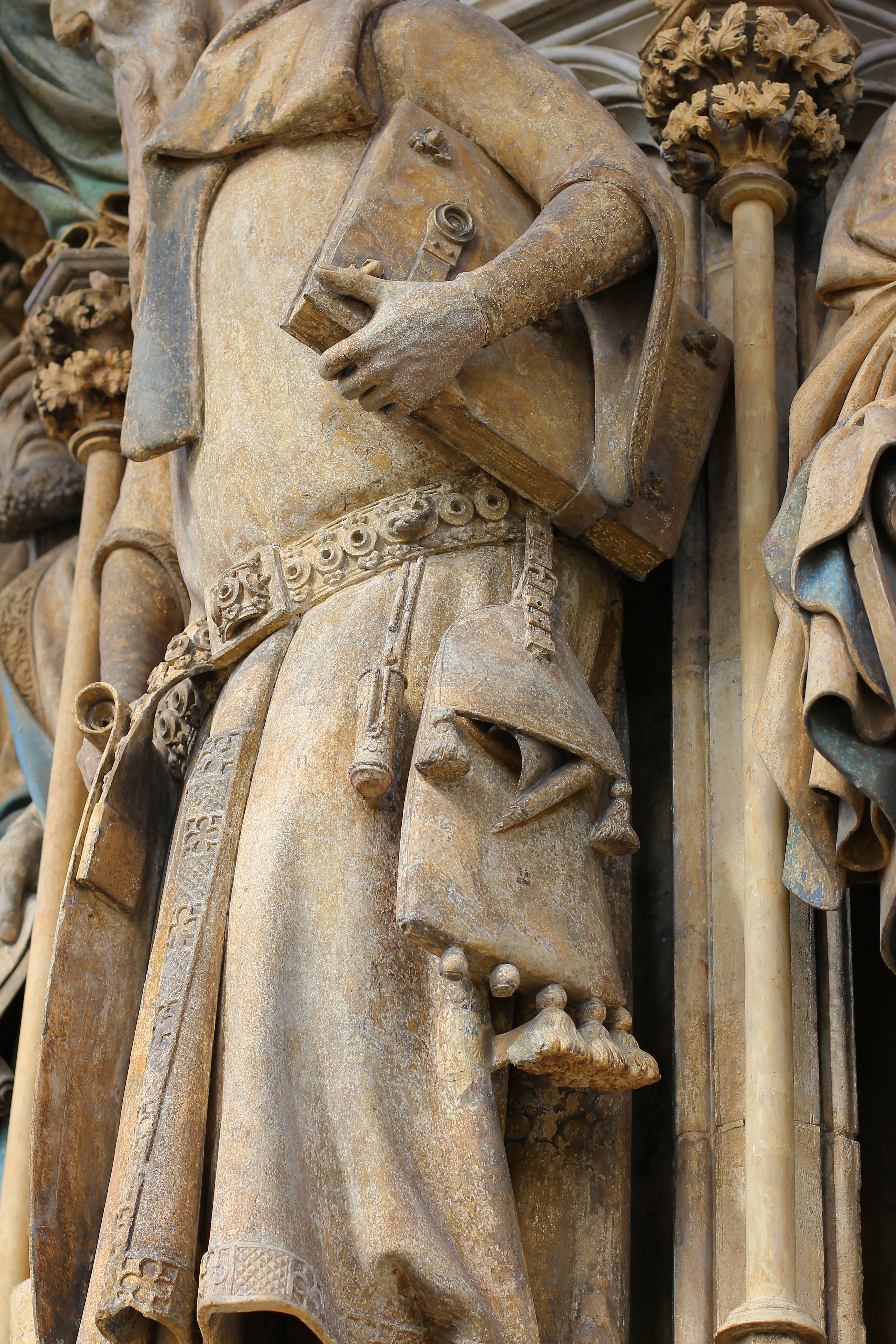
Détail du livre et de l'écritoire d'Isaïe.

#### Isaïe
Le prophète est penché légèrement du côté de Daniel, la tête nue, un livre sous le bras : son surcot en étoffe d'or était tissé en rouge et bleu. Sous le livre, il porte à la ceinture une escarcelle décorée de six glands, d'où sort un morceau de parchemin et auquel est attachée une écritoire. De l'autre main, il porte le phylactère : « Sicut ovis ad occisionem ducetur, et quasi agnus coram tondente se obmutescet et non aperiet os suum » : « Il sera mené à la mort comme une brebis qu’on va égorger ; il demeurera dans le silence sans ouvrir la bouche, comme un agneau est muet devant celui qui le tond. » (Isaïe, LIII, 7).

### Le calvaire disparu

#### Les fragments conservés
Le calvaire a sans doute été détruit à la fin du XVIIIe siècle. En 1842, lors du curage du puits, deux fragments sont retrouvés : les jambes du Christ, sciées aux genoux, ainsi que les bras croisés de Marie-Madeleine ou de la Vierge. Un buste du Christ, coupé au-dessus de la taille, a été un temps conservé dans une niche, située au-dessus de la porte d'une maison sise au 40 rue Condorcet, ancienne propriété de l'hôpital de Dijon puis appartenant à Paul Guignard, conservateur de la bibliothèque de Dijon. C'est lui qui en a fait don au musée de la commission archéologique de la Côte-d'Or en le signalant comme un vestige du calvaire. Ces fragments sont actuellement conservés au sein du musée archéologique de Dijon. Le Christ, très réaliste, est représenté les yeux clos, la bouche entrouverte et les joues creuses, rappelant un masque mortuaire. Du sang s'échappe de la plaie au flanc droit. Des traces de peintures semblent indiquer que les jambes devaient être couvertes de sang.

Fragments supposés des sculptures du calvaire disparu
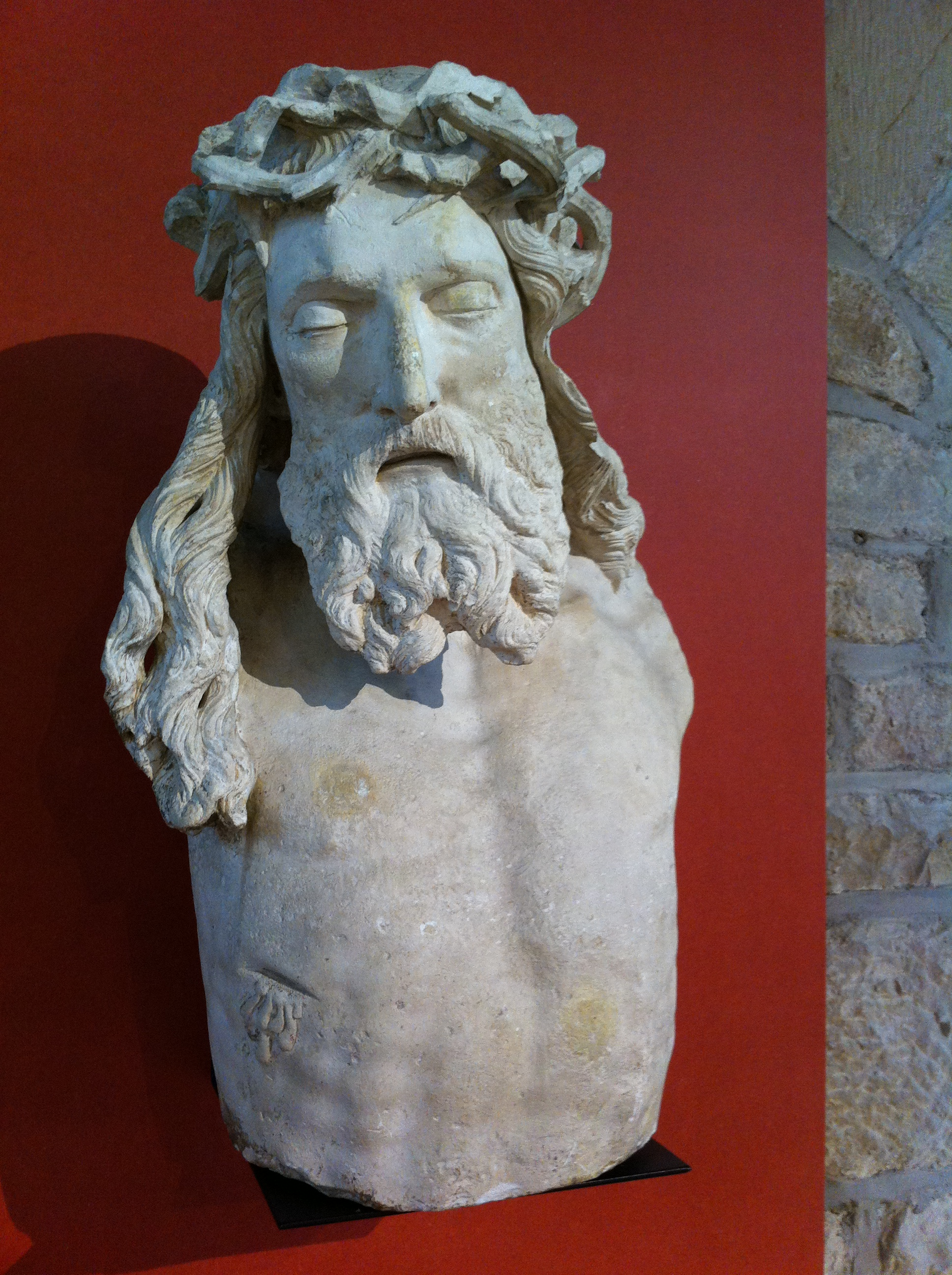
Le buste du Christ
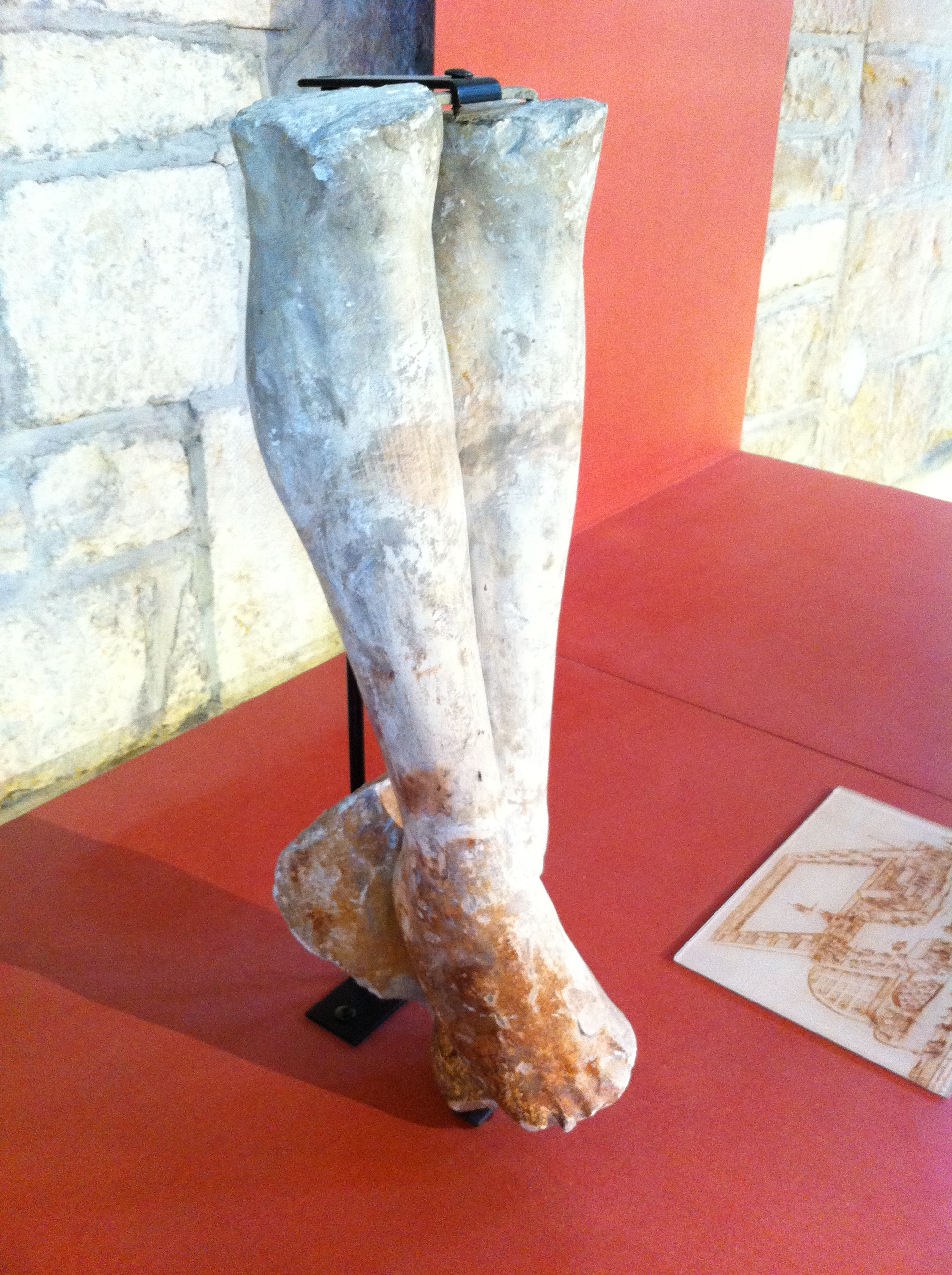
Les jambes du Christ
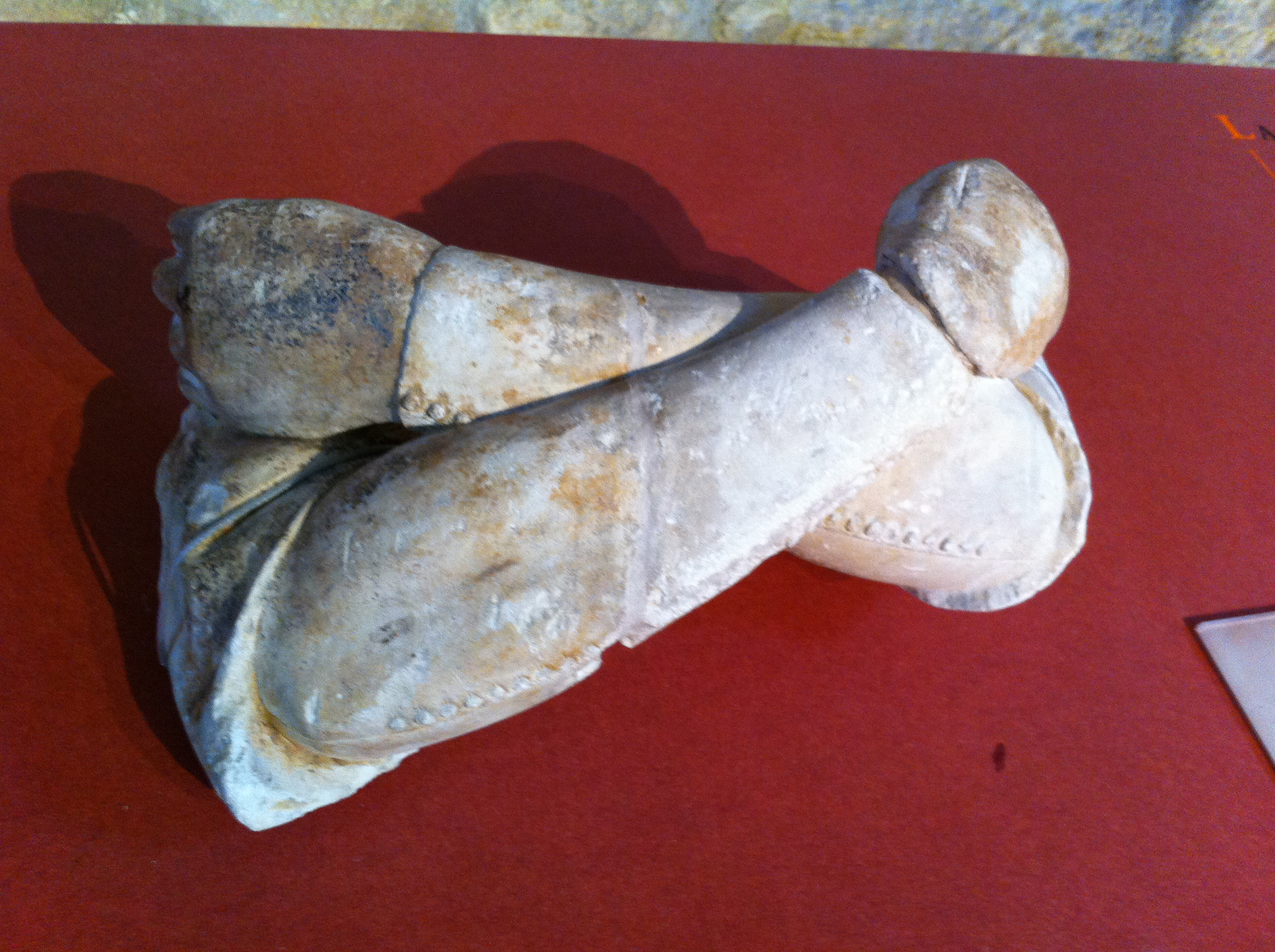
Les bras croisés de Marie-Madeleine ou de la Vierge

Cependant, l'attribution de ce Christ à Sluter et au puits de Moïse a été remise en cause par Susie Nash. Selon elle, le buste, qui n'a pas été retrouvé sur place et qui reste très différent des autres œuvres de Sluter, est sculpté en pierre de Tonnerre et non en pierre d'Asnières comme les pieds. Il ne présente pas les mêmes traces de polychromie que les autres statues. Il est enfin trop complet selon elle pour avoir ainsi résisté à la chute du haut de la croix, lors de sa destruction brutale.

#### Tentatives de reconstitution

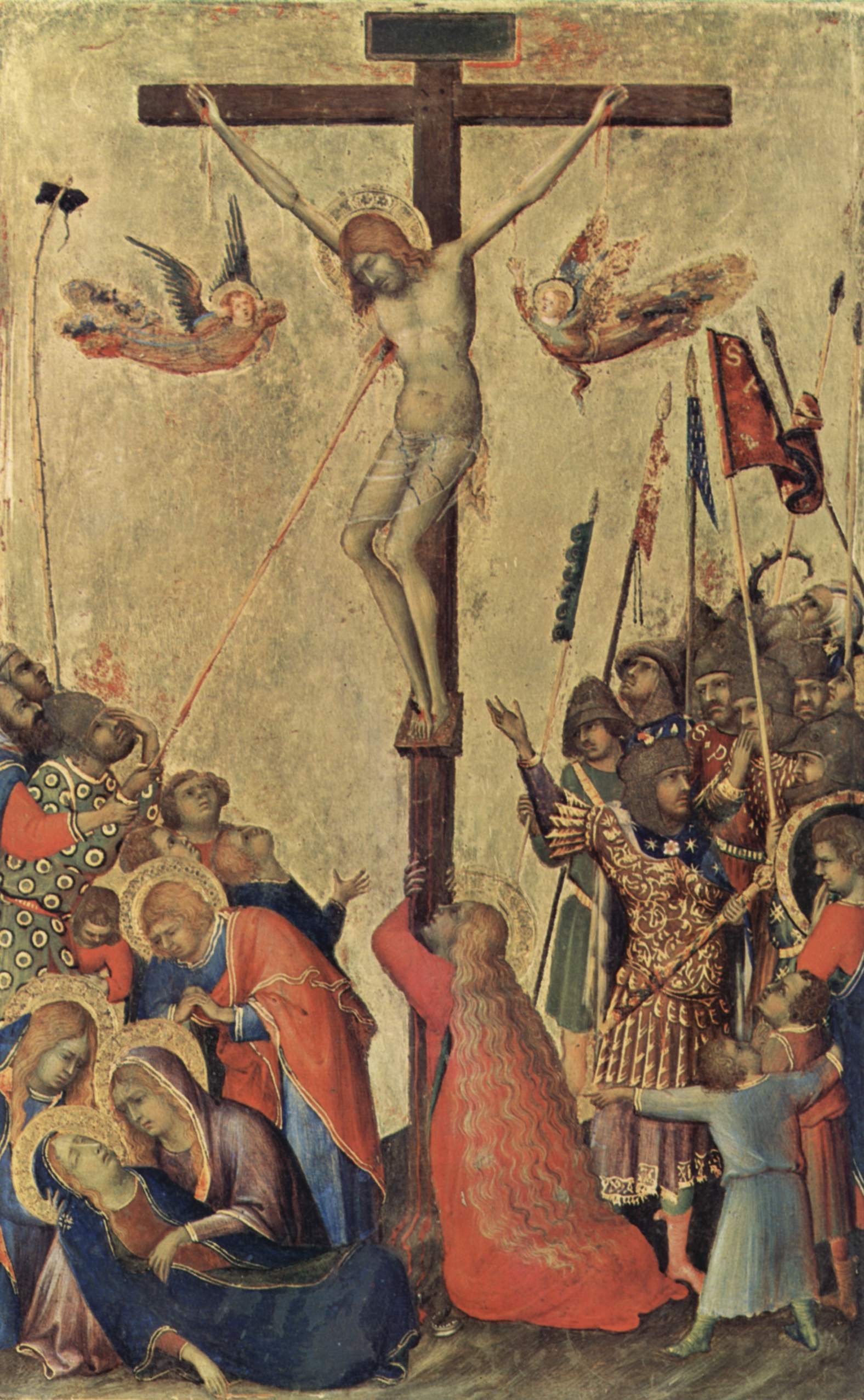
Crucifixion ou Le Coup de lance, panneau de l'ancien polyptyque de la Passion du Christ, Musée royal des beaux-arts d'Anvers.

La forme globale du calvaire reste encore controversée. Les hypothèses jusque-là avancées y voyaient trois statues au pied de la croix : celles de la Vierge, saint Jean et Marie-Madeleine. Selon Susie Nash, une seule statue était placée à cet endroit : celle de Marie-Madeleine, agenouillée et tournée vers le Christ, dont les bras croisés sont les vestiges. Selon elle, trop peu de traces sont présentes sur la terrasse du puits pour pouvoir y insérer plusieurs statues. La disposition d'une simple statue au pied de la croix est fréquente dans les calvaires de cette époque et se retrouve notamment dans la copie ancienne de l'hôpital de Dijon. Les textes anciens relatifs au calvaire ne mentionnent à aucun moment la présence d'autres statues. Une scène de crucifixion identique se retrouve dans un panneau du Polyptyque Orsini de Simone Martini, localisé en Bourgogne à la fin du XIVe siècle, et dont certains panneaux étaient conservés à la chartreuse de Champmol à la fin du XVIIIe siècle. Cependant, cette hypothèse d'une unique statue au pied de la croix est contestée par d'autres historiens de l'art et notamment par l'Américaine Sherry Lindquist, autre spécialiste de la sculpture de la chartreuse.
Par ailleurs, de nouvelles hypothèses sont aussi avancées sur la disposition globale de la croix. Jusque-là, on pensait que le Christ était tourné vers l'entrée extérieure du cloître, dans le même sens que Moïse ou David, s'adressant ainsi aux visiteurs extérieurs. À l'inverse, selon Susie Nash, d'après l'observation approfondie de la terrasse du puits, le Christ devait être placé dans l'axe de l'angle entre David et Jérémie. Il était ainsi tourné vers l'entrée intérieure du cloître, réservée aux Chartreux, le monument leur étant essentiellement destiné, selon elle. Cette croix pourrait avoir atteint la hauteur globale de 6 mètres, soit une hauteur totale du monument avoisinant les 13 mètres.

### La pierre utilisée
Les documents d'archives indiquent deux provenances pour les pierres utilisées dans la fabrication du calvaire : les pierres des parties hautes proviennent des carrières de Tonnerre (dans l'actuel département de l'Yonne) et les parties basses de celles d'Asnières-lès-Dijon. Les analyses pétrographiques ont révélé effectivement que l'ensemble du puits de Moïse actuel ainsi que la statue de Marie-Madeleine étaient presque entièrement fabriqués en blocs de pierre provenant d'Asnières, à proximité de Dijon et plus précisément de la carrière dite du Bois des grottes. L'analyse des jambes du Christ révèle au contraire qu'il s'agit de pierre de Tonnerre, et plus précisément de la carrière d'Angy. Cette différence de pierre pourrait s'expliquer par la taille des blocs nécessaire. Les deux pierres sont équivalentes du point de vue de la qualité, cependant, la pierre d'Asnières est plus diaclasée et ne permettait pas de réaliser des sculptures sur des blocs aussi grands que celui de la croix, contrairement à celle de Tonnerre. La table sur laquelle repose la partie supérieure du piédestal est quant à elle d'un troisième type, de la pierre d'Is-sur-Tille, plus imperméable pour résister à la pluie.

### La polychromie
Dans la conception du calvaire, la peinture est presque aussi importante que la sculpture elle-même. Jean Malouel, originaire des Pays-Bas du Nord comme Sluter, de même langue maternelle donc, et habitant près de chez lui à Dijon, a dû travailler en étroite collaboration avec le sculpteur. Les comptes signalent qu'en 1398, ils sont tous deux au travail en même temps sur le calvaire en construction, y compris de nuit, puisque des porteurs de torches étaient payés pour les éclairer.
Parmi les pigments utilisés et mentionnés dans les comptes ducaux, sont recensés le blanc de plomb, le minium, le vermillon, le massicot, le vert-de-gris, le sinople. Tous figurent dans une commande effectuée à l'attention de Malouel en 1402, sans compter les feuilles d'or et d'étain. Les pigments bleus, pourtant majoritaires dans les vêtements des prophètes, n'apparaissent pas dans cette commande car il s'agit sans doute d'une fourniture exceptionnelle et particulièrement coûteuse : les restaurateurs contemporains ont décelé la présence d'azurite ou d'outremer, fabriqué à base de lapis-lazuli.
Les couleurs des vêtements des prophètes sont rythmées en fonction de la sculpture des drapés : les drapés les plus riches et dynamiques possèdent la mise en couleur la plus sobre (Moïse, Jérémie et Daniel), alors que les drapés plus simples et plus statiques possèdent la polychromie la plus riche (David, Zacharie, Isaïe). Selon Susie Nash, les quelques mentions du calvaire au XVe siècle insistent particulièrement sur sa beauté : il a en effet sans doute particulièrement marqué les contemporains, précisément selon elle en raison de sa riche polychromie et de sa dorure,.

## Analyse

### Un lien entre Ancien et Nouveau Testament
Créer le lien entre l'Ancien et le Nouveau Testament est récurrent dans l'art chrétien du Moyen Âge. Les pères de l'Église sont les premiers à nouer des liens entre les deux ensembles de textes dans ce qui a été désigné sous le nom de typologie biblique. L'objectif est bien sûr de montrer que les textes anciens contenaient déjà en eux les événements révélés dans les évangiles. Il faut attendre la fin du XIIe siècle pour voir cette typologie se traduire dans l'art, notamment dans le vitrail et les émaux. Elle devient populaire par sa diffusion à travers certains textes de vulgarisation de l'époque tels que la Bible des Pauvres de Nicolas de Hanapes et du Speculum humanae salvationis de Ludolphe le Chartreux diffusés au cours du XIVe siècle. Dans l'iconographie liée à ces livres, une scène du Nouveau Testament est mise systématiquement en lien avec une ou plusieurs scènes de l'Ancien, tout ce qui se déroulant dans le Nouveau se retrouvant prédit par l'Ancien.

Miniatures représentant la typologie de la crucifixion tirées de manuscrits des Pays-Bas bourguignons
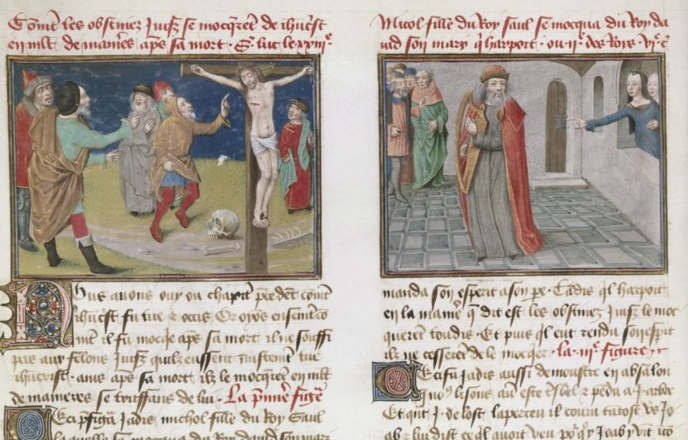
Miniatures extraites d'un manuscrit du Miroir de la Salvation humaine : La Crucifixion et Mikhal raillant David par le Maître d'Édouard IV. Vers 1480, Bibliothèque nationale de France, Fr.6275 f26v.
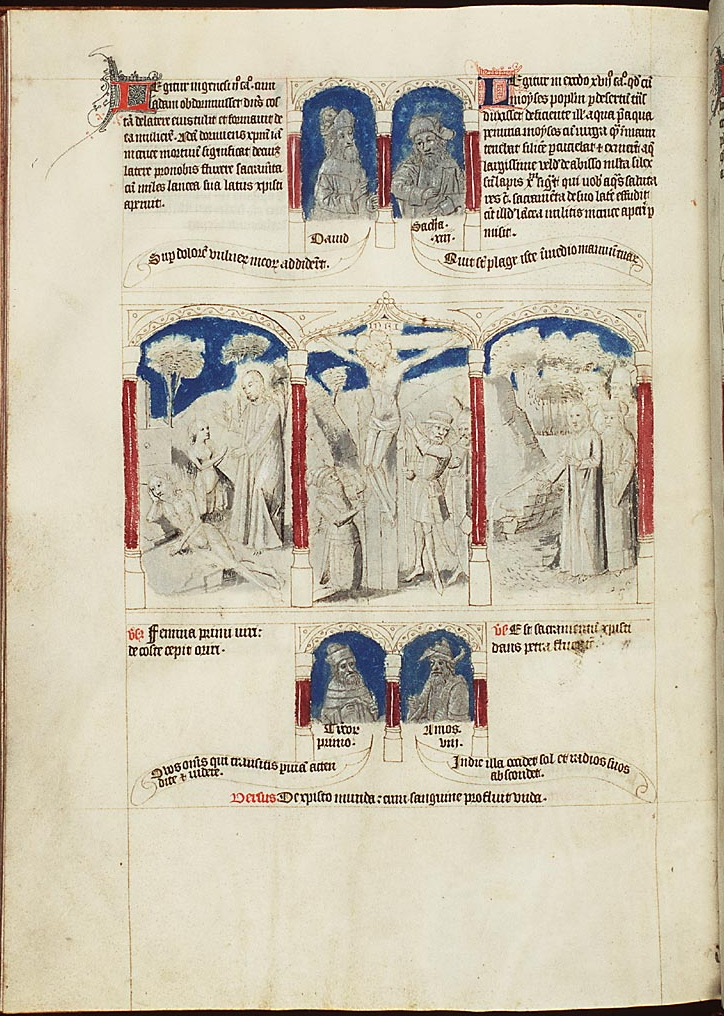
Miniature d'un manuscrit de la Biblia pauperum : la Crucifixion au centre avec la création d'Ève à gauche et Moïse frappant le rocher à droite. Vers 1450, Musée Meermanno, La Haye, 10A15 f.32v.

### Une œuvre cartusienne
Selon l'historienne de l'art anglaise Susie Nash, le calvaire, enfermé dans un espace réservé aux moines chartreux, leur était essentiellement adressé. Tout d'abord, la présence de Marie-Madeleine au pied de la croix était là pour leur évoquer un modèle de vie contemplative et de dévotion à la croix. Quatre des anges placés entre les prophètes, habillés en vêtements liturgiques, font des gestes qui rappellent le culte et notamment la liturgie cartusienne. L'ange situé entre Moïse et David tient ses mains ouvertes vers l'extérieur, ramenées aux épaules : cela rappelle à la fois une position de prière mais aussi un geste du prêtre lors du canon de la messe. L'ange situé entre David et Jérémie, situé dans l'axe de la croix, croise ses bras sur ses épaules : il s'agit du geste effectué par le moine chartreux au cours de la messe symbolisant son désir de s'identifier au Christ crucifié, de partager sa douleur et recevoir ainsi la grâce. L'ange entre Daniel et Isaïe, les mains jointes, et celui entre Zacharie et Daniel, la main droite contre la poitrine et la main gauche couvrant la figure, sont tous deux en position de méditation, tels que des religieux peuvent l'être devant un calvaire. Les deux derniers anges, qui ne sont pas habillés en vêtements liturgiques, pleurent la passion du Christ,.

Attitude des anges du puits de Moïse en vêtements liturgiques.
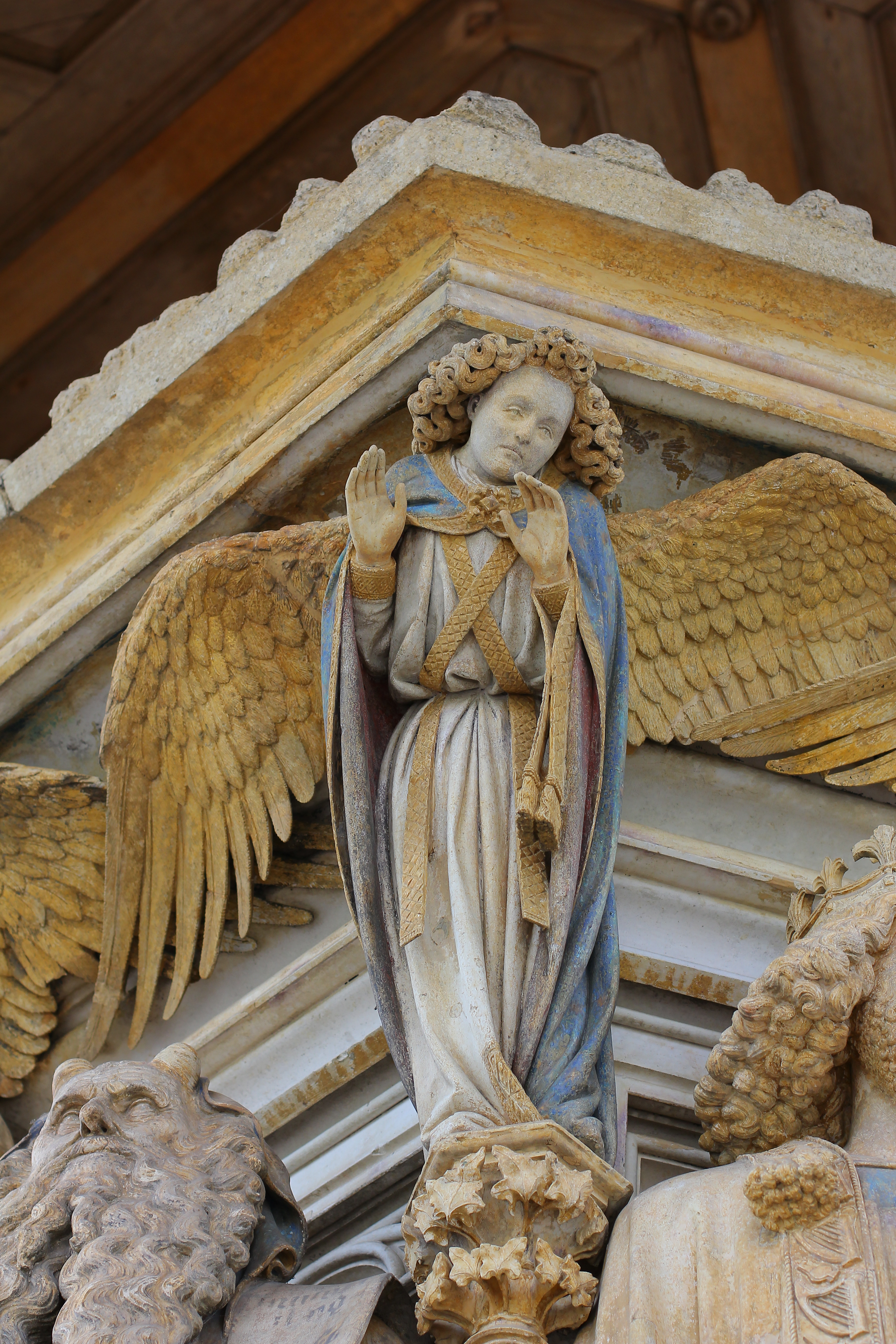
L'ange entre Moïse et David.
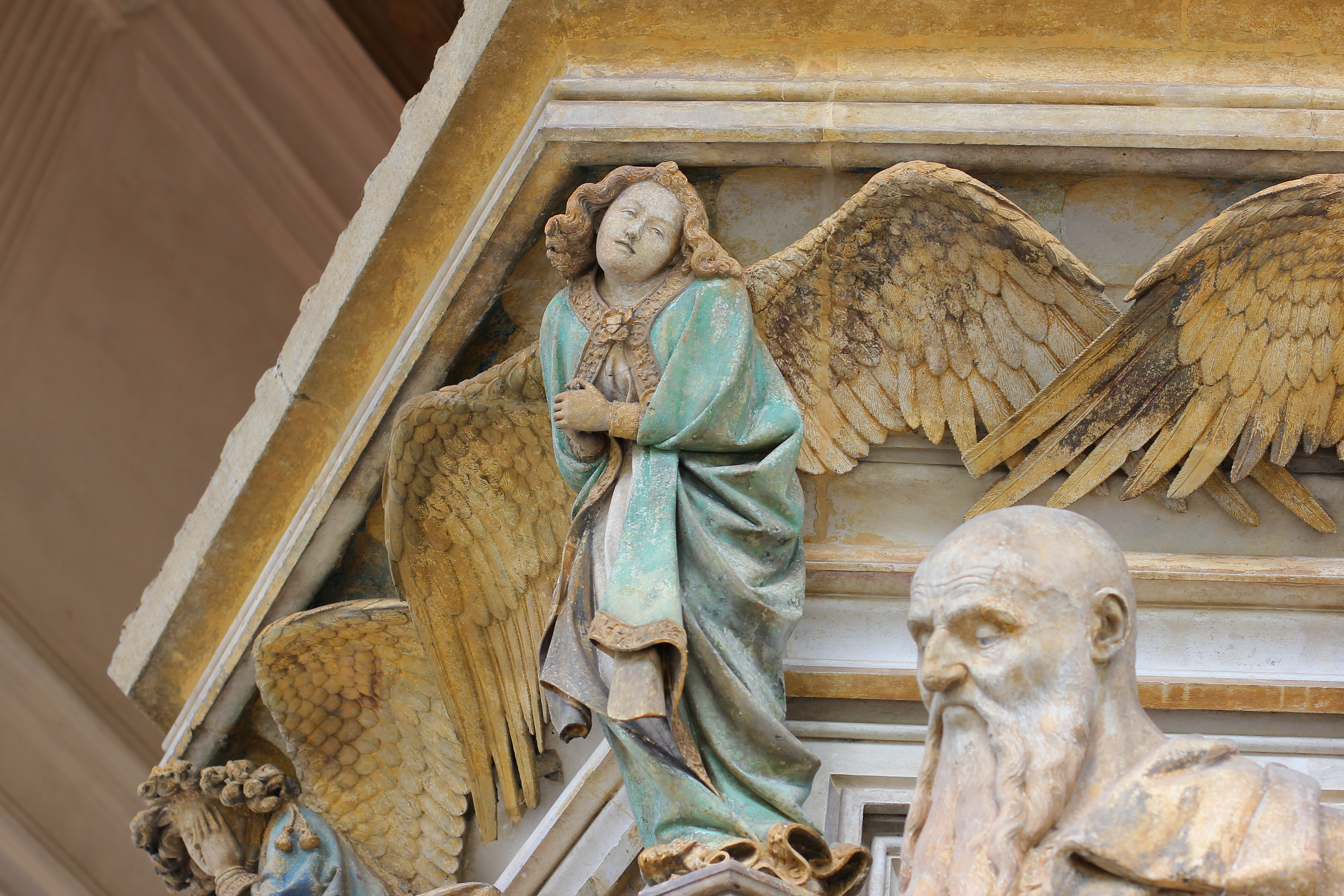
L'ange entre Daniel et Isaïe.
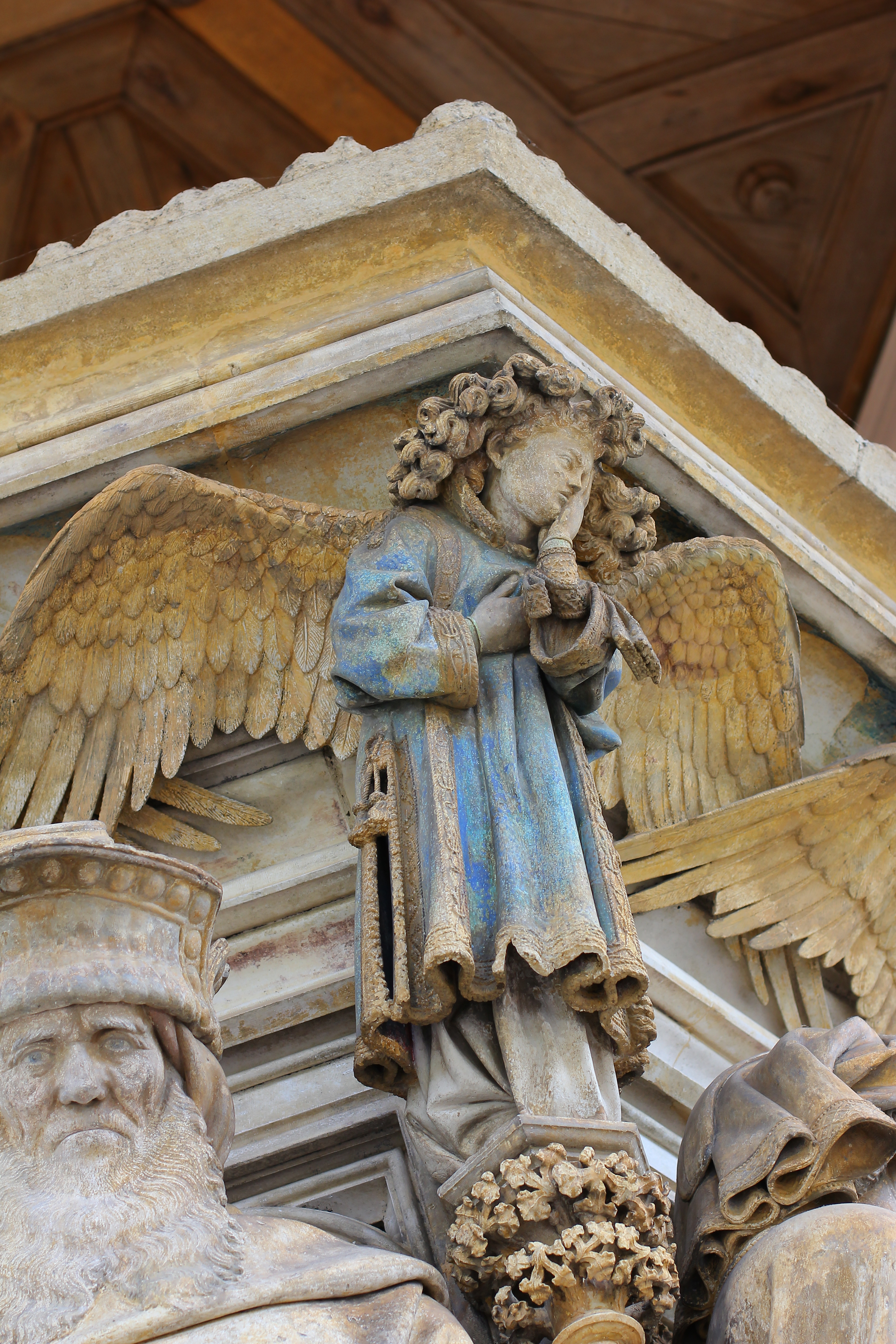
L'ange entre Jérémie et Zacharie.
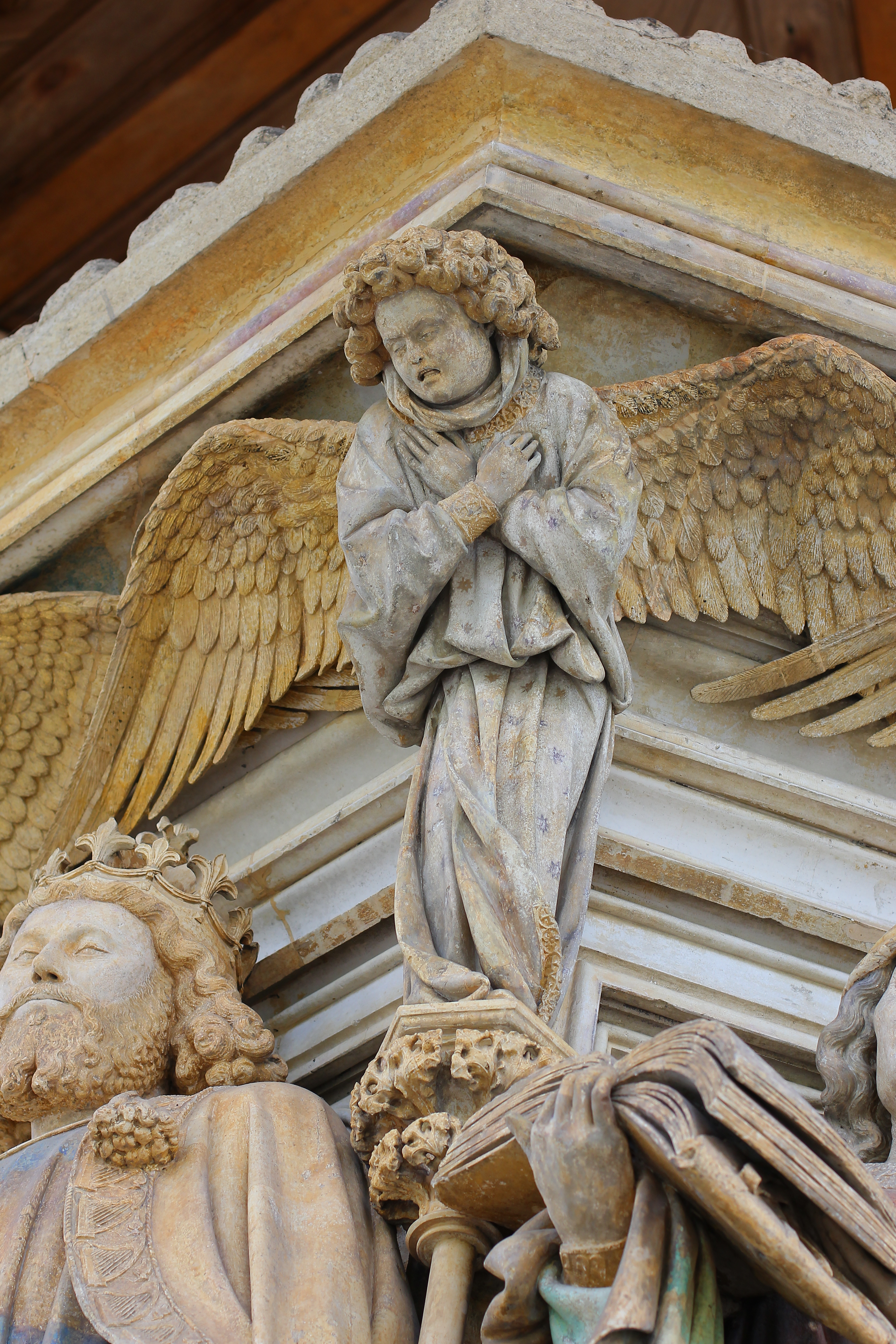
L'ange entre David et Jérémie.

Toujours selon Nash, Jérémie, situé dans l'axe de la croix, est le plus important des prophètes pour les Chartreux : il est représenté en train de lire en silence, un moyen de méditation et de quête de Dieu selon les moines. Jérémie servait fréquemment de modèle de solitude et de silence dans la règle cartusienne. C'est aussi le livre de Jérémie que les moines lisaient à l'occasion de la semaine sainte, jusqu'au vendredi. Zacharie, qui tient une plume et un encrier, représente la copie des textes, autre activité cartusienne. Daniel semble parler à Isaïe vers qui il est tourné, et ce dernier semble l'écouter en silence : ils renvoient peut-être à la lecture et l'écoute des sermons, autre activité monastique. Moïse, tenant les tables de la loi, incarne la règle cartusienne. Sa tenue droite et les yeux tournés vers le ciel symbolisent l'efficacité de la prière. Enfin, David est l'auteur des psaumes que récitent les Chartreux tout au long de la journée.

### Un monument dynastique destiné au pèlerinage

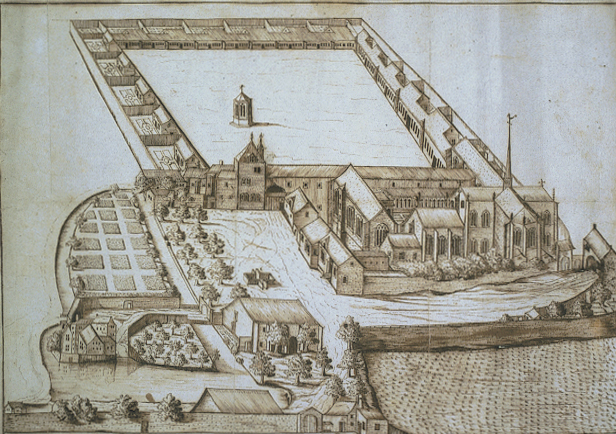
Dessin de la chartreuse en 1686 par Aimé Piron, avec en haut, l'édicule protégeant le puits de Moïse au milieu du grand cloître. Bibliothèque municipale de Dijon.

Même s'il se situe dans un espace parcouru par les Chartreux, le puits ne leur était pourtant pas réservé et le calvaire a aussi été conçu pour être le centre d'un mausolée ducal destiné à devenir un lieu de pèlerinage.
Outre Jérémie reprenant peut-être les traits du duc Philippe le Hardi, commanditaire de l'œuvre, plusieurs symboles rappellent la dynastie des ducs de Bourgogne. Les fleurs de lys de la couronne de David, à proximité de Jérémie, rappellent la proximité du duc avec le roi de France, son blason est représenté sur les faces de la pile, juste au-dessus de la surface de l'eau. Sur l'ancienne croix elle-même, à chaque extrémité, se trouvaient des blasons contenant les armes de Philippe et de sa femme, Marguerite III de Flandre. Enfin, à son pied se trouvait un cadre sur lequel était peint des soleils rayonnants contenant en leur centre les initiales du couple ducal « PMP »,.
Même si ces symboles étaient destinés à rappeler aux Chartreux qu'ils devaient prier pour le salut de l'âme de leur protecteur, le monument a rempli un autre rôle. Dès 1418, une indulgence est accordée par le cardinal Giordano Orsini à toute personne venant prier, certains jours de l'année, au pied d'une « certaine croix d'une construction honorifique qui offre un large tableau de la véritable Passion de notre seigneur ». Cette indulgence est renouvelée en 1432 par le cardinal cartusien Niccolò Albergati, spécifiant qu'elle est accordée pour ceux qui prient « pour la paix et le salut de la chrétienté mais surtout de la France », puis en 1445 par le légat du pape Pietro del Monte qui précise que la croix est « d'une facture magnifique et exceptionnelle, érigée, élevée et merveilleusement décorée par ces princes illustres les ducs de Bourgogne, enflammés d'un amour stupéfiant et embrasés par un zèle divin ». Jean sans Peur, fils de Philippe le Hardi, est présent en personne lorsque la première indulgence est accordée sur place, le 24 avril 1418. Chaque pèlerin était invité à repartir avec un souvenir des lieux : il pouvait acheter une ampoule de pèlerinage destinée à recueillir l'eau du puits et la rapporter ainsi chez lui. Le puits de Moïse remplissait ainsi un rôle de fontaine de vie. De nombreuses ampoules frappées des armes des ducs de Bourgogne ont ainsi été retrouvées lors de fouilles archéologiques en France et dans les anciens Pays-Bas bourguignons,.

## Postérité de l'œuvre

### L'influence sur la statuaire bourguignonne de l'époque

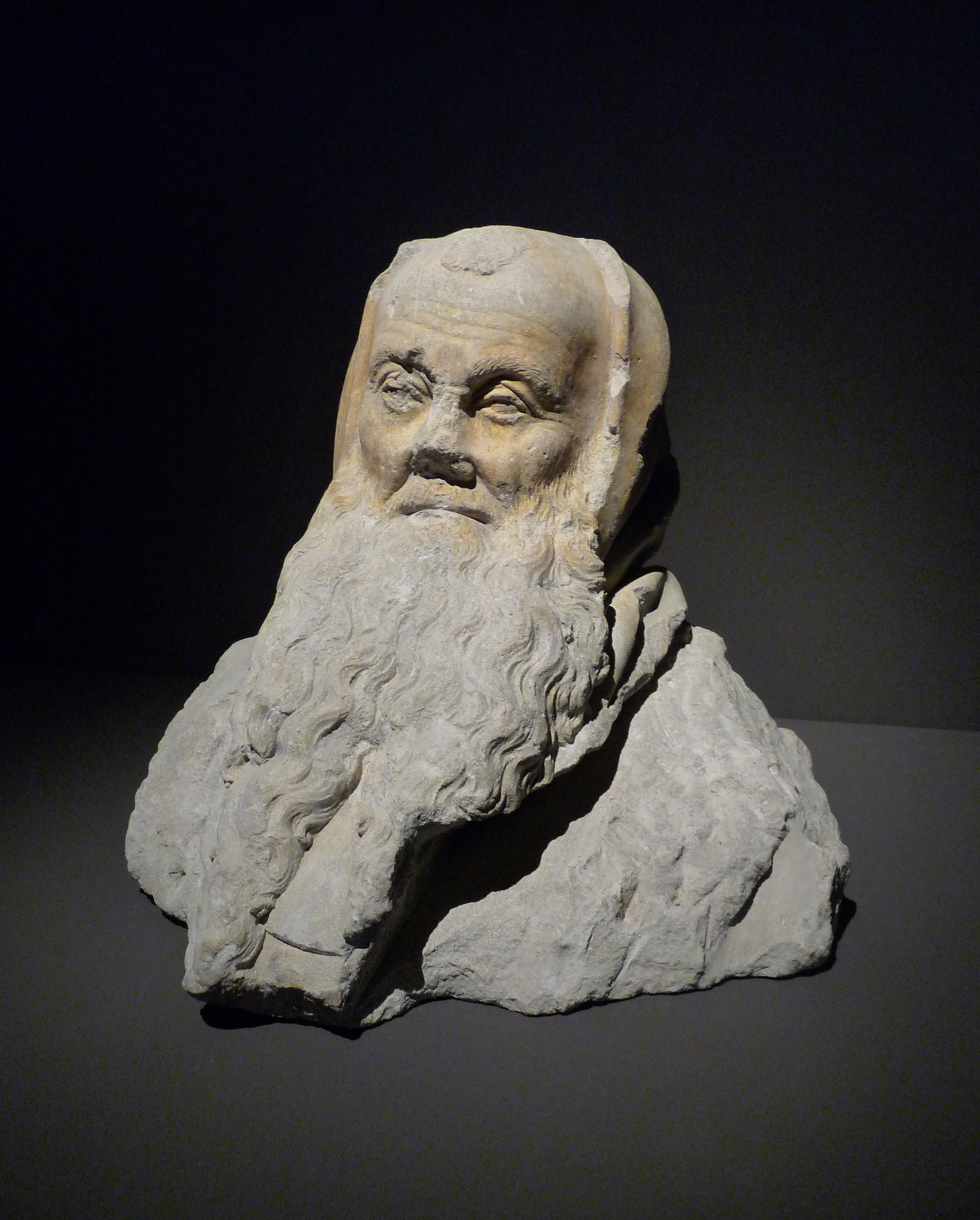
Buste de saint Antoine, atelier de Sluter, musée archéologique de Dijon.

De nombreuses statues, conservées en Bourgogne ou dans les environs, montrent les signes d'une influence du puits de Moïse. C'est notamment le cas de plusieurs statues de saints inspirées semble-t-il des statues des prophètes. Un buste de saint Antoine, présent au musée archéologique de Dijon, reproduit des traits de visages réalistes proches de ceux de Zacharie, Daniel, Moïse ou encore Isaïe. Cette sculpture est d'ailleurs attribuée à l'atelier de Claus Sluter. Dans la collégiale Saint-Hippolyte de Poligny dans le Jura, se trouvent plusieurs statues datées du XVe siècle et d'origine bourguignonne, à en juger par l'utilisation de la pierre d'Asnières. Une statue de saint Thibault présente ainsi des vêtements rappelant ceux d'Isaïe et un visage évoquant celui de David. Une autre statue, représentant saint André, possède un visage montrant des ressemblances avec celui de Moïse. C'est le cas aussi d'une statue de saint Paul conservée dans l'ancienne abbaye Saint-Pierre de Baume-les-Messieurs (Jura), toujours sculptée en pierre d'Asnières.

### L'influence sur la peinture et l'enluminure de l'époque
Jean Malouel, auteur de la polychromie du calvaire, était l'oncle de trois des plus fameux enlumineurs contemporains, les frères de Limbourg. Ces derniers semblent avoir été marqués par le calvaire de Sluter. Ils ont inséré l'image d'un monument similaire, à base hexagonale décorée de statues, dans leur miniature de La Rencontre des mages dans Les Très Riches Heures du duc de Berry. Leur représentation du Paradis terrestre contient un autre monument gothique polygonal recouvrant une fontaine de vie. Enfin, toujours dans le même manuscrit, la Descente de croix contient la même Marie-Madeleine agenouillée et tournée vers la croix. Dans Les Belles Heures, la miniature illustrant l'office des morts présente un calvaire similaire à la partie haute du puits de Moïse, derrière lequel se tient un personnage très proche des prophètes du calvaire,.

Les miniatures des Frères de Limbourg influencées par le calvaire de Champmol
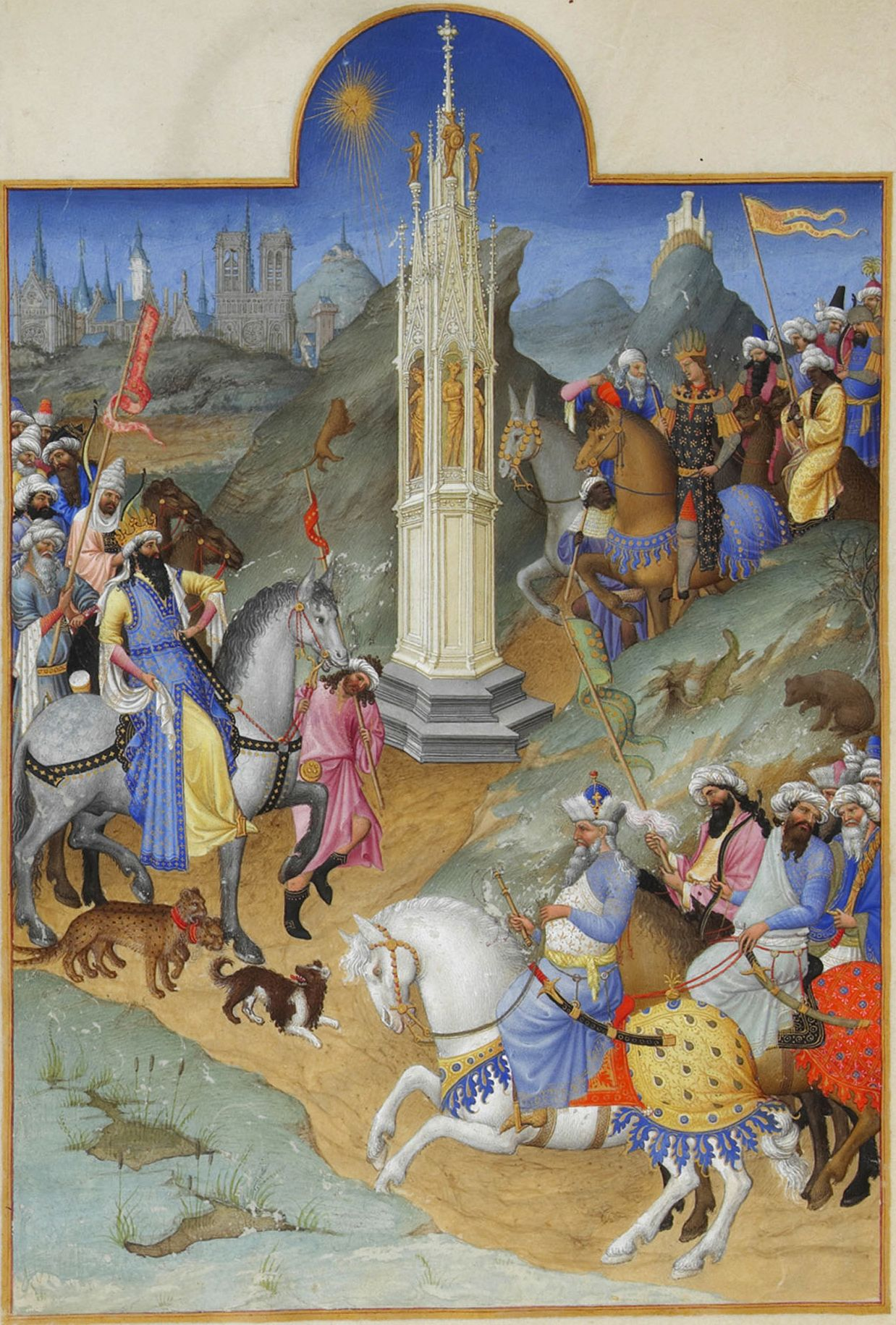
La Rencontre des mages, Les Très Riches Heures du duc de Berry, musée Condé, Ms.56, f.51v.
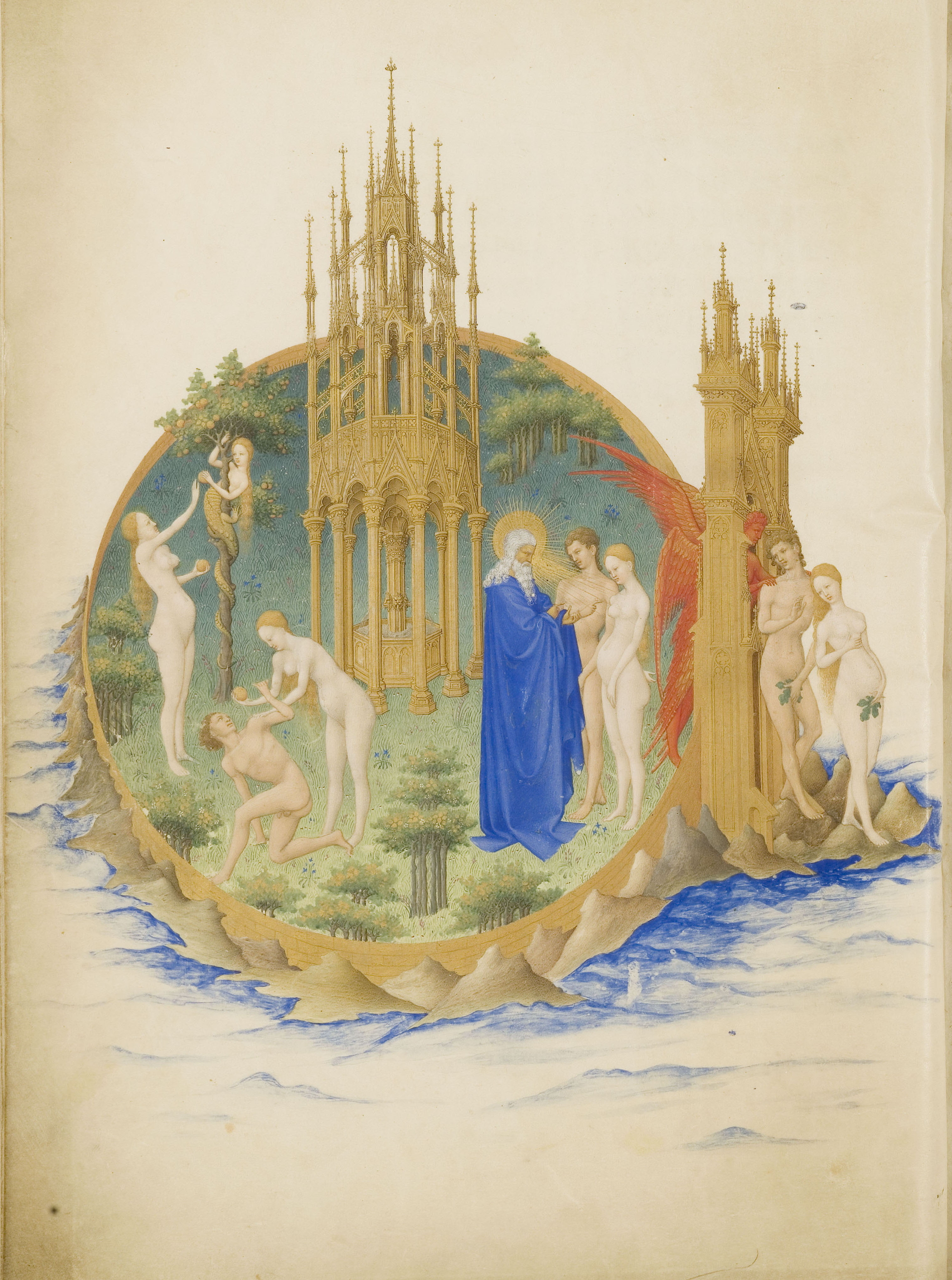
Le Paradis terrestre, Les Très Riches Heures, f.25v.
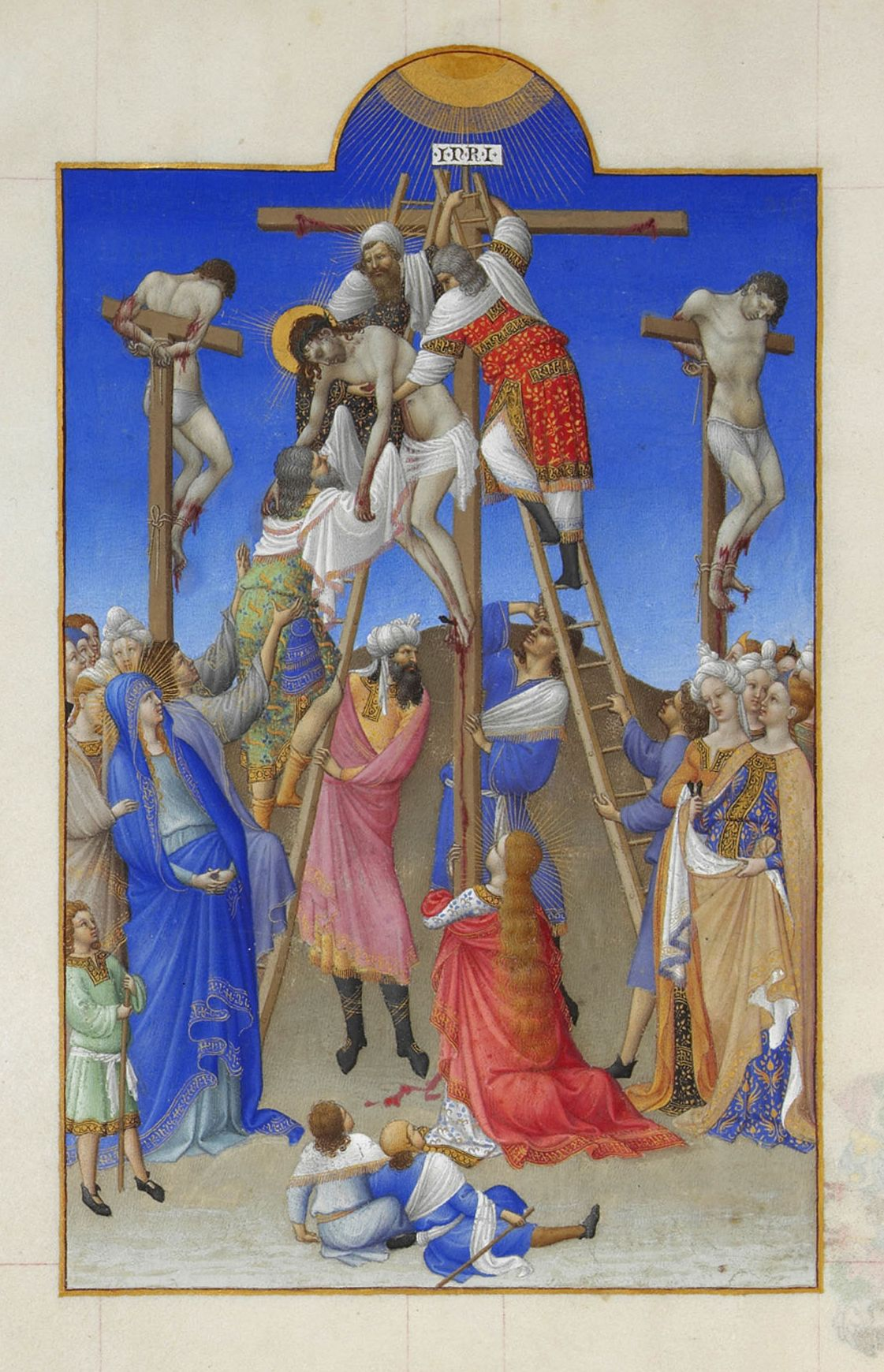
La Descente de croix, Les Très Riches Heures, f.156v.
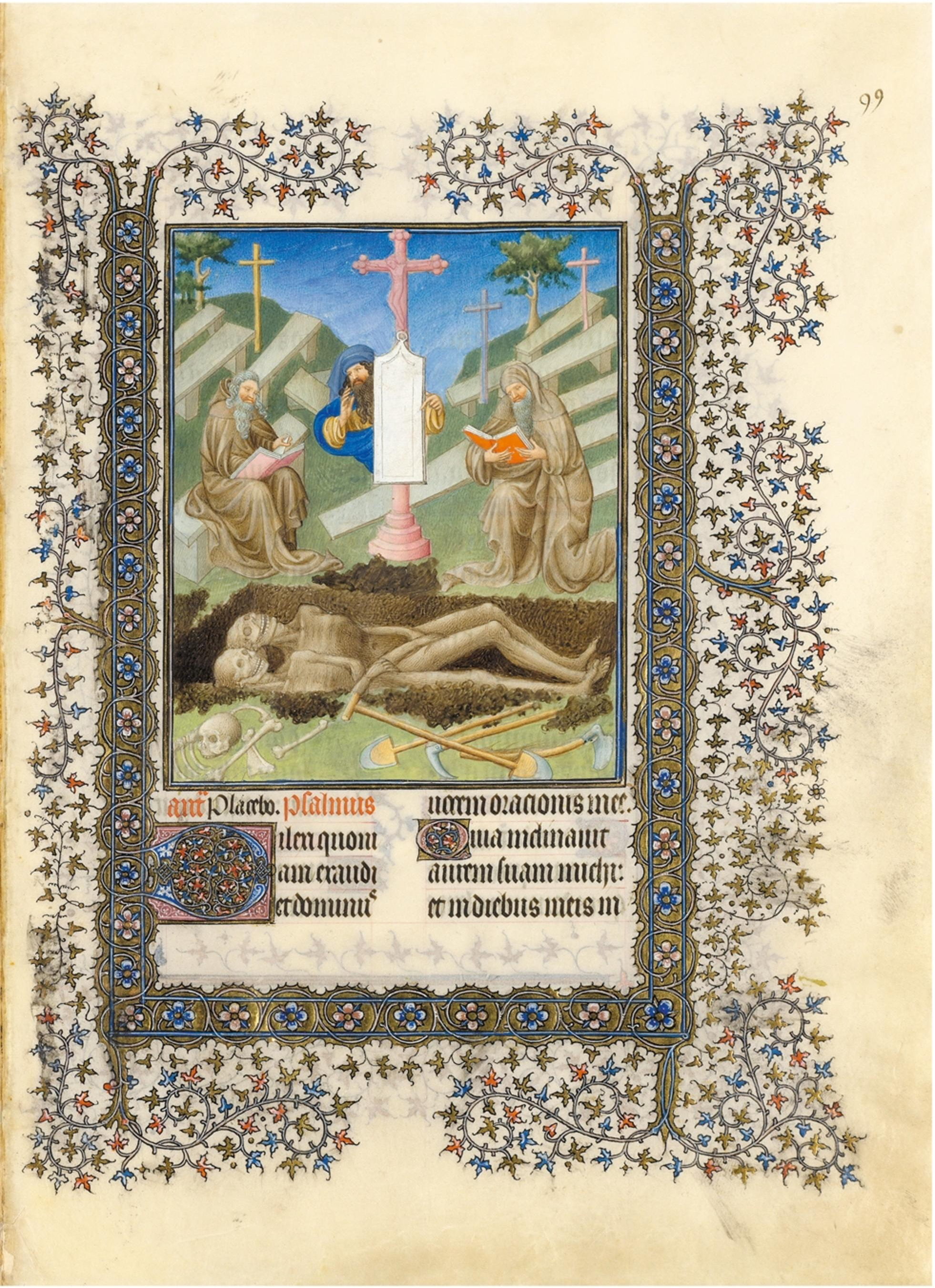
Un Cimetière, Les Belles Heures du duc de Berry, Metropolitan Museum of Art, 54.1.1, f.99r.

Susie Nash décèle l'influence du calvaire dans la peinture du XVe siècle de manière encore plus subtile. L'historienne de l'art la retrouve dans deux panneaux du Triptyque de l'Annonciation d'Aix, actuellement attribué à Barthélemy d'Eyck et aujourd'hui démembré. L'un représente le prophète Jérémie et l'autre Marie-Madeleine, dans une scène du Noli me tangere. En effet, ce peintre au service de René d'Anjou a peut-être rencontré ce dernier à Dijon, à l'occasion de la captivité sur place du duc d'Anjou et comte de Provence, vers 1435. Le souvenir de ce monument pourrait lui avoir donné l'idée de représenter le prophète lisant un livre, placé sur un socle polygonal comme une statue et sous les traits d'un autre prince, le roi René, et non plus de ceux du duc de Bourgogne comme dans le calvaire de la chartreuse. Par ailleurs, Marie-Madeleine se tient agenouillée et les bras croisés dans la position supposée de la statue du calvaire de Sluter.

Deux panneaux du Triptyque de l'Annonciation d'Aix
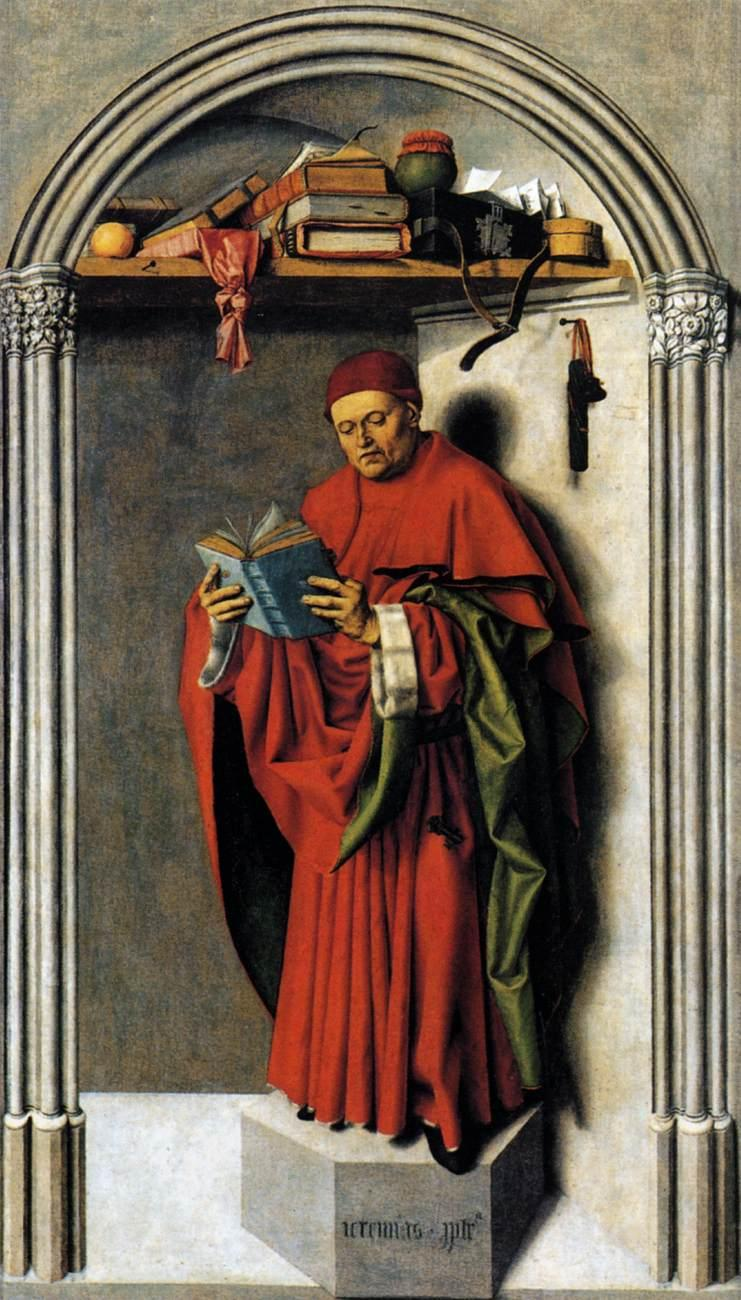
Le prophète Jérémie, Triptyque de l'Annonciation d'Aix, musée royal d'art ancien à Bruxelles.
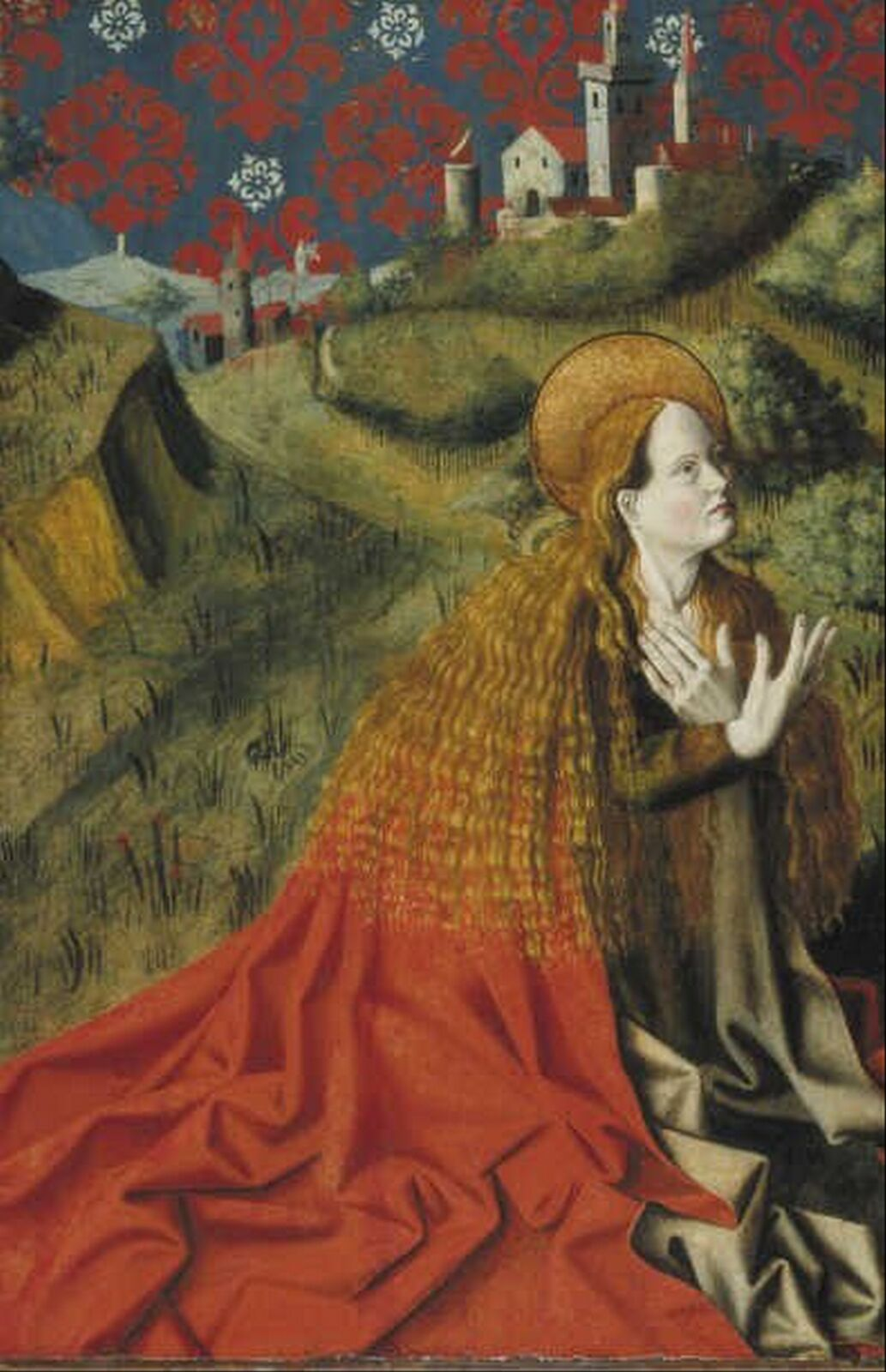
Madeleine agenouillée, Triptyque de l'Annonciation d'Aix, musée Boijmans Van Beuningen, Rotterdam.

### Les copies anciennes et contemporaines
Rapidement et durablement, le puits de Moïse a sans doute rencontré un certain engouement. Une copie plus petite est en effet réalisée, dès 1508, pour le cimetière de l'hôpital de Dijon, à proximité duquel elle se trouve toujours. La croix dans la partie supérieure différait de l'original, en comportant une double traverse et ayant, à son pied, le donateur agenouillé, en l’occurrence le maître de l'hôpital de l'époque, Guillaume Sacquenier. La croix actuelle a été refaite vers 1840, sans le donateur,. Une autre copie ancienne a été sculptée pour le cloître de la cathédrale Saint-Vincent de Chalon-sur-Saône, puis détruite dès 1562. Une troisième copie fut envisagée pour orner le cloître de la chartreuse d'Évora au Portugal, mais sans jamais avoir été réalisée.

Copies du calvaire de Champmol à Dijon
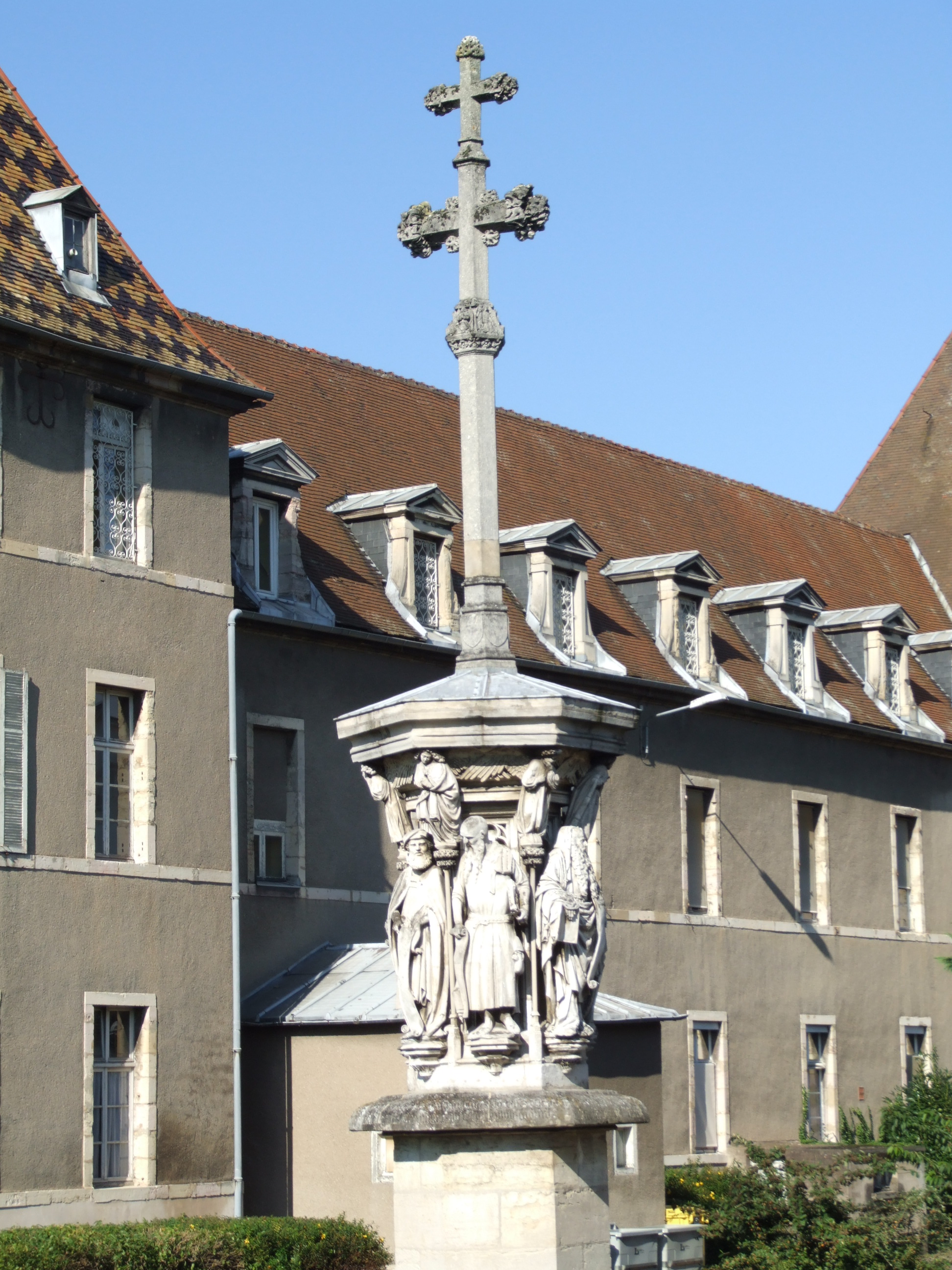
Belle croix de l'hôpital général de Dijon, copie datée de 1508, état actuel.
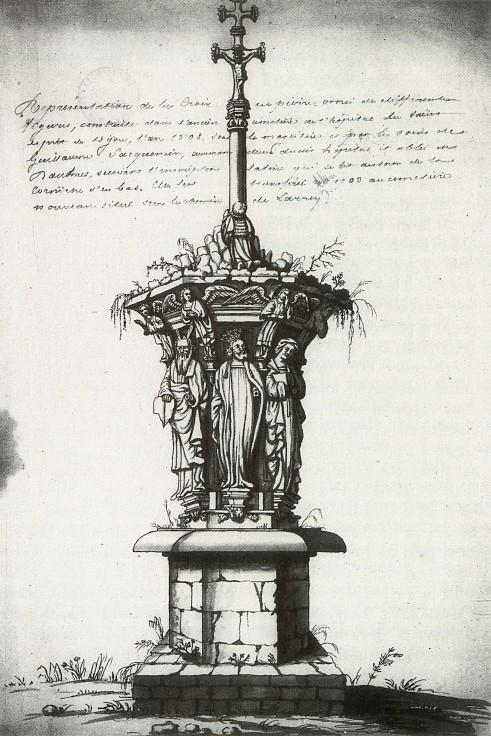
Dessin de la Belle croix de l'hôpital de Dijon, vers 1760. Archives départementales de la Côte-d'Or.
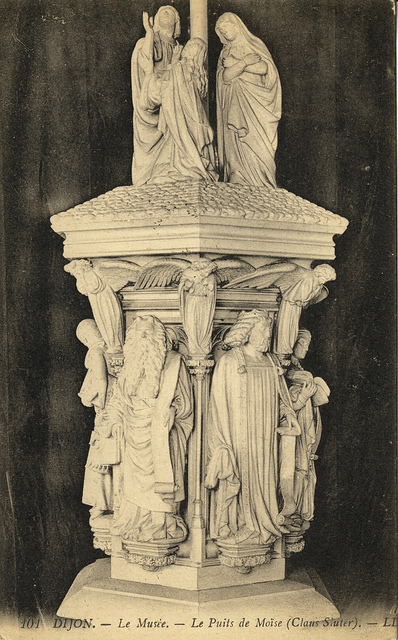
Copie du puits au musée des beaux-arts de Dijon.

Entre 1831 et 1840, une copie au tiers a été sculptée en bois et plâtre par Louis Joseph Moreau (1797-1855), à l'initiative de Charles Févret de Saint-Mémin, conservateur du musée des beaux-arts de Dijon, où elle est conservée. Elle est recouverte de peinture depuis 1947, dans une tentative de recréer la polychromie de l'original. Cette copie présente un calvaire reconstitué, avec une Vierge, Marie-Madeleine et saint Jean tels qu'on les imaginait, encore très récemment, sur l'original. Un moulage du puits et de ses statues est réalisé en 1840 par Jules Fontaine. Un tirage sans polychromie se trouve depuis 1880 dans la galerie des moulages du musée des monuments français, à la Cité de l'architecture et du patrimoine à Paris. D'autres moulages sont conservés au Carnegie Museum of Art de Pittsburgh depuis 1906, dans la collection de moulages Tsvetaïev du musée des beaux-arts Pouchkine de Moscou, au Statens Museum for Kunst de Copenhague, au musée des Beaux-Arts de Budapest (1908) et autrefois, un exemplaire était exposé dans le hall du Rijksmuseum Amsterdam (1924). D'autres tirages des moules des six statues des prophètes et des six anges du musée des monuments français sont conservés au musée des beaux-arts de Dijon,. Ils sont présentés dans les salles du musée inaugurées en 2013.

Moulages du puits de Moïse
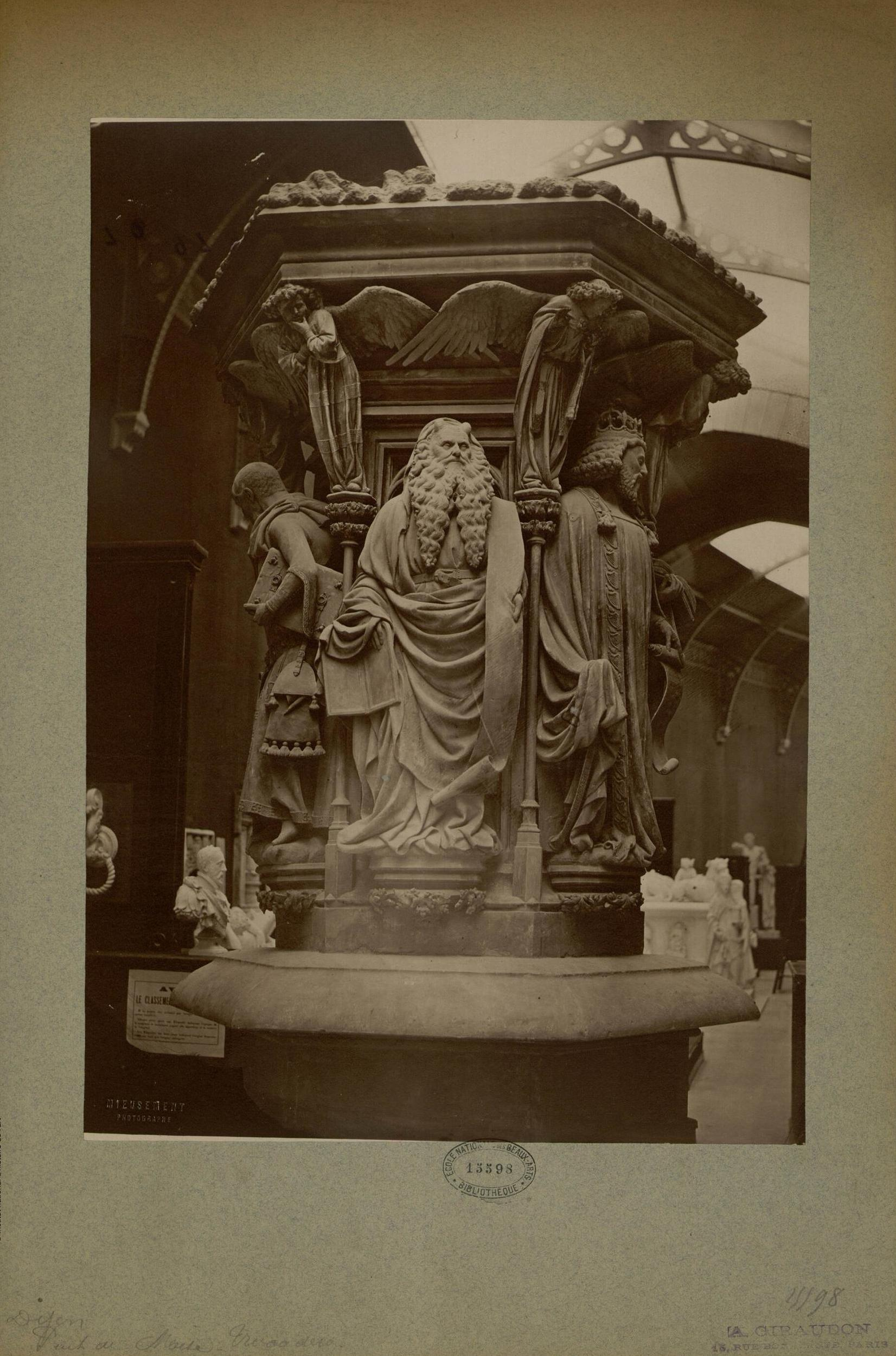
Moulage du musée des monuments français, Paris. Photographie par Séraphin-Médéric Mieusement.
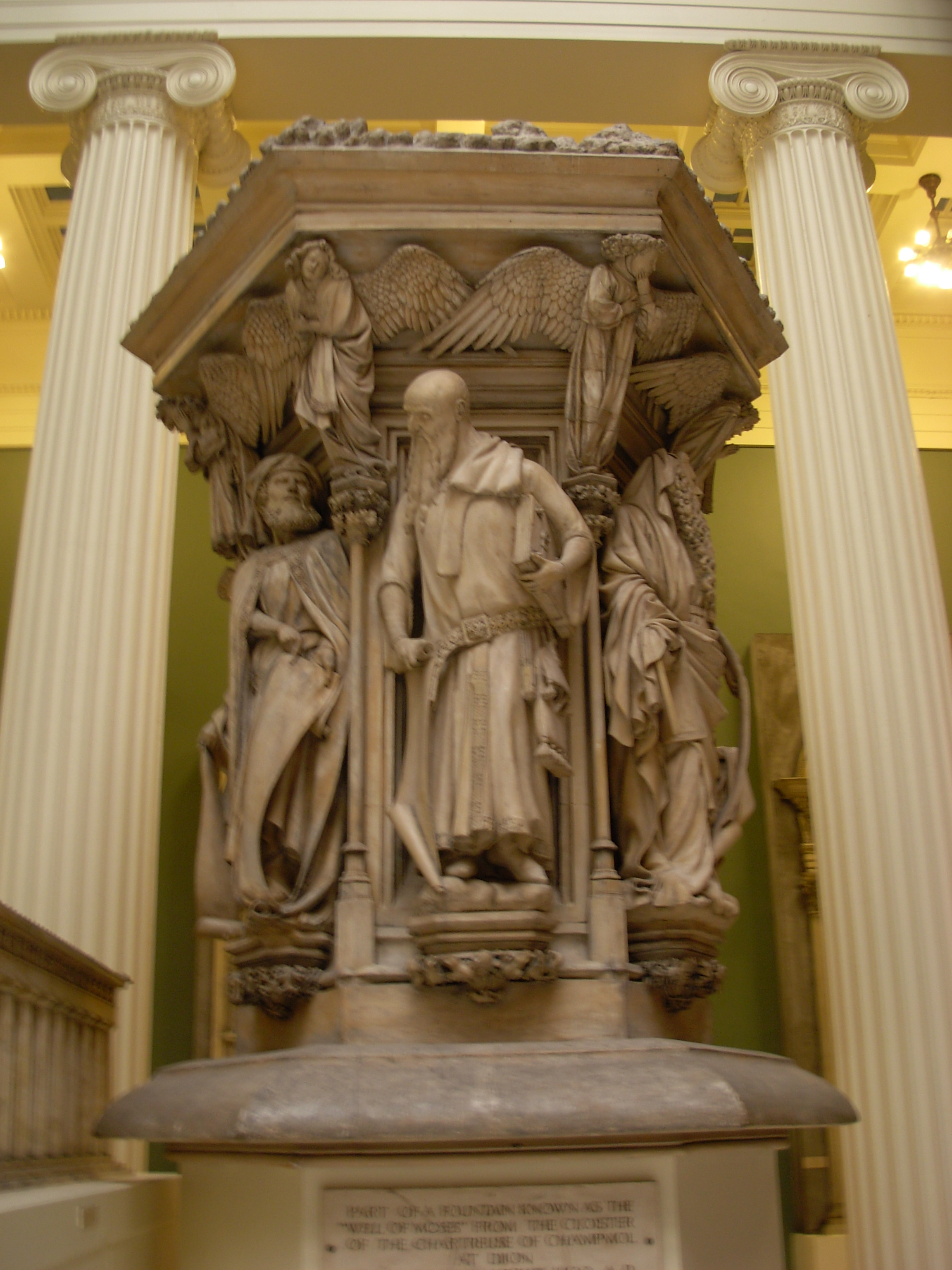
Moulage du Carnegie Museum of Art, Pittsburgh (1906).
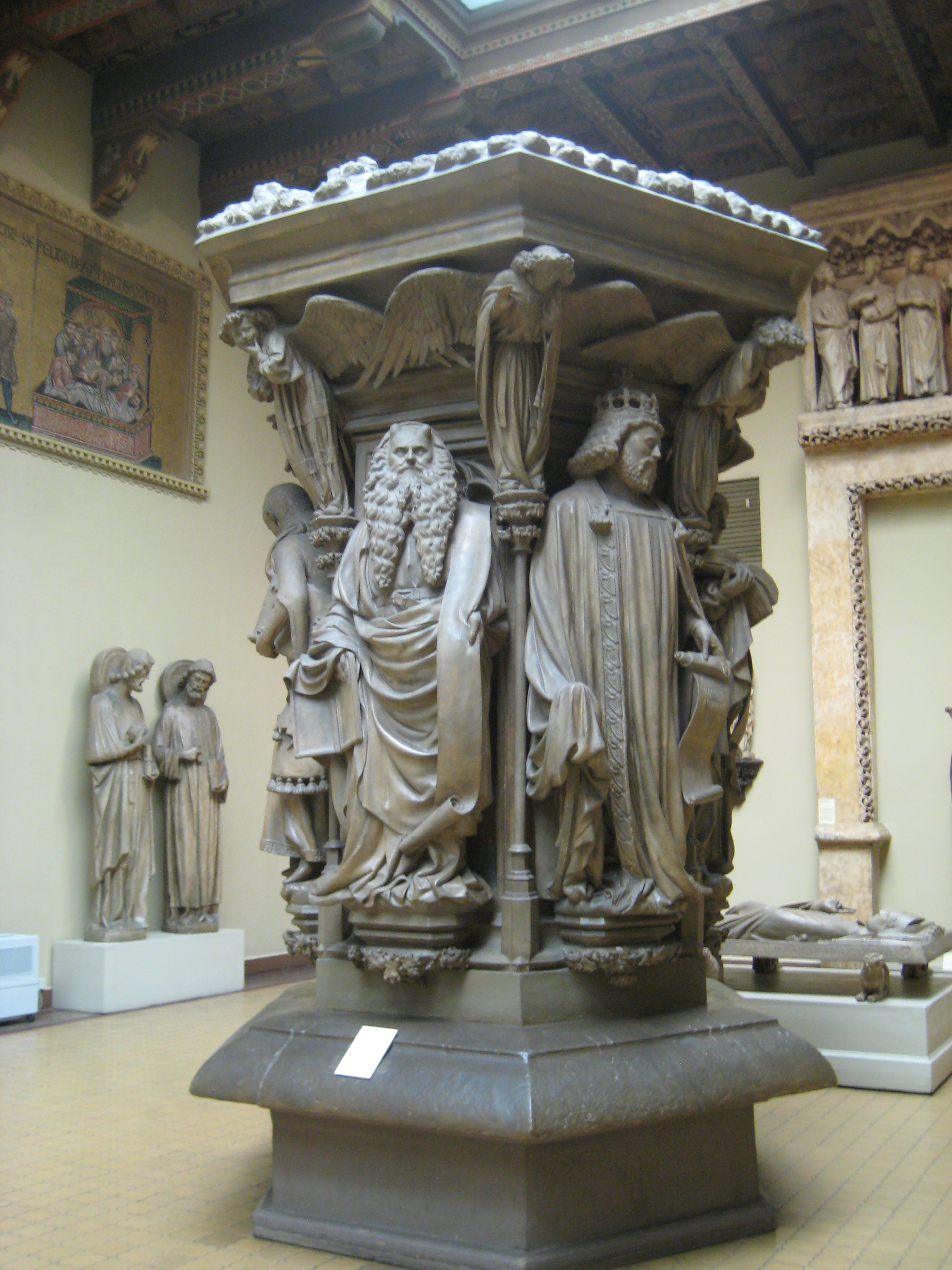
Moulage du musée des beaux-arts Pouchkine, Moscou.
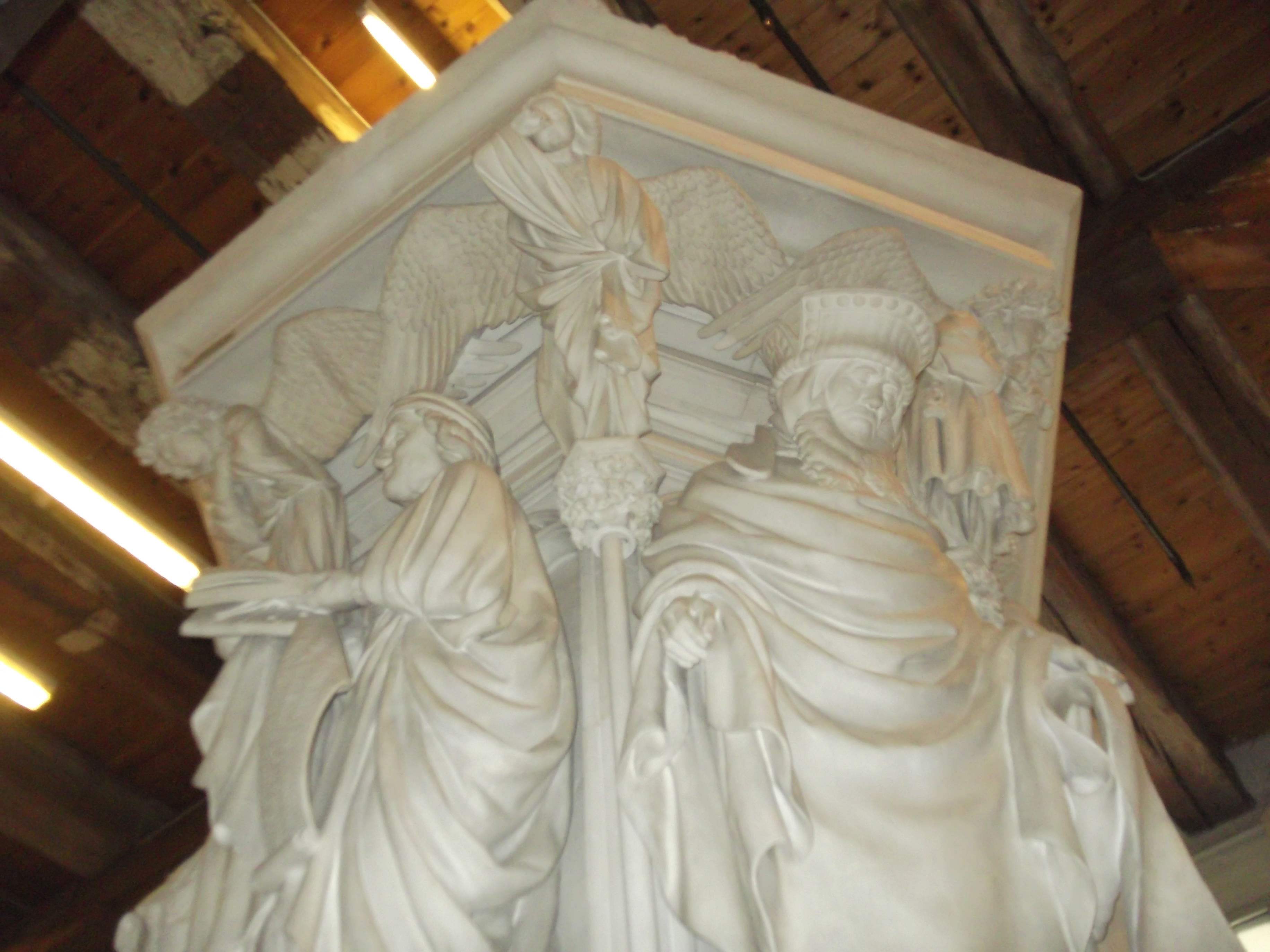
Détail du moulage du Statens Museum for Kunst, Copenhague.

### L'influence du puits de Moïse sur les artistes et auteurs modernes et contemporains
Le puits de Moïse inspire aussi les artistes contemporains. Plusieurs dessins de la sculpture sont conservés dans des collections publiques, signés Adrien Dauzats ou Gustave Moreau. En littérature, Joris-Karl Huysmans procède à une longue analyse de l'œuvre dans son roman L'Oblat en 1903. Dans son poème en prose Gaspard de la Nuit, le poète dijonnais Aloysius Bertrand évoque ainsi le puits de Moïse : « Il y a outre cela, dans le préau du cloître, un piédestal gigantesque dont la croix est absente et autour duquel sont nichées six statues de prophètes, admirables de désolation. — Et que pleurent-ils ? Ils pleurent la croix que les anges ont reportée dans le ciel. »

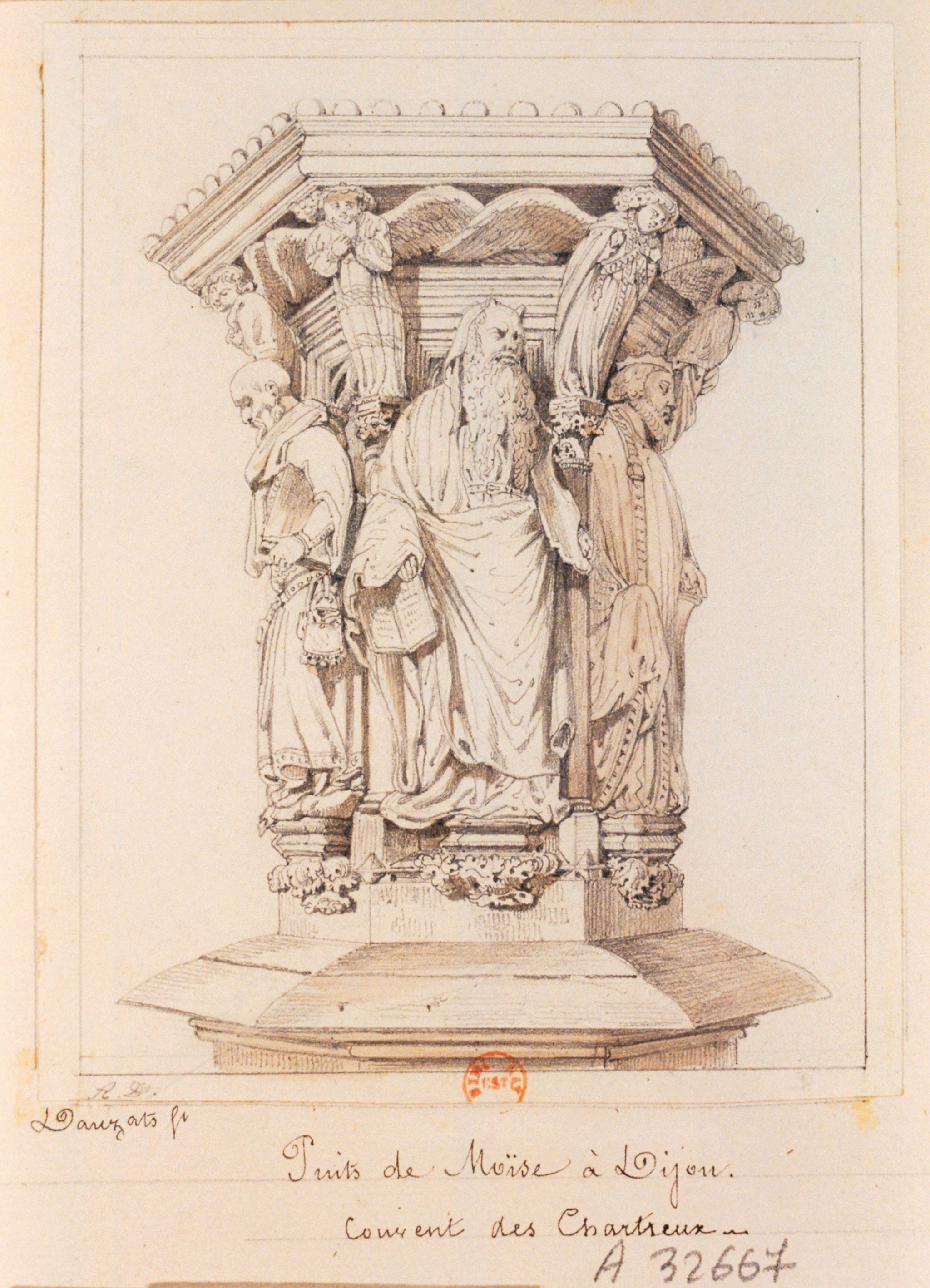
Dessin d'Adrien Dauzats, Bibliothèque nationale de France, dep. des estampes.
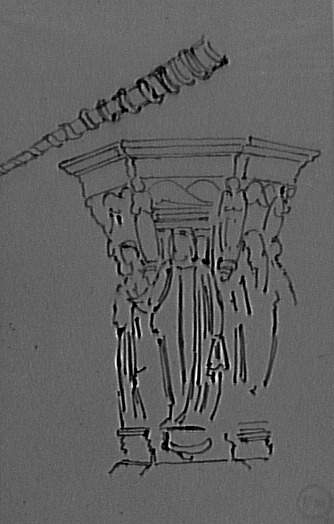
Dessin de Gustave Moreau, musée Gustave-Moreau, Des.9691.

Les historiens et historiens de l'art se sont aussi très tôt intéressés au monument. Parmi les plus célèbres, Johan Huizinga dans son Automne du Moyen Âge y voit « l'expression la plus profonde de deuil connu dans l'art, une marche funéraire en pierre ». L'historien de l'art anglais William Martin Conway décrit Sluter comme le « Donatello du Nord » et constate que, dans son chef-d'œuvre, « l'essentiel de la Renaissance y est pleinement manifeste ». Erwin Panofsky, au sujet de cette sculpture, juge que « Sluter, nous pourrions dire, contient à la fois Michel-Ange et Le Bernin ».